# Војно школовање у Југословенској Армији и ЈНА
Војно школовање у Југословенској армији (ЈА) и касније Југословенској народној армији (ЈНА)  представљало је темељ за развој старешинског кадра и изградњу војне структуре у ФНРЈ након Другог светског рата. Од самог оснивања првих војних школа током Народноослободилачког рата, па све до институционализације војног образовања у послератним годинама, школски систем Југословенске армије био је усмерен ка брзом оспособљавању, преквалификацији и идеолошком обликовању кадрова. Од 1944. године развија се обиман систем образовања који обухвата војне академије, училишта, специјализоване школе, програме резервне обуке, као и школовање и усавршавање у иностранству. Овај систем био је усмерен на стварање савремене војске и идеолошко обликовање њених припадника у духу социјалистичких вредности. Образовање је укључивало физичку, тактичку, техничку и политичку припрему, омогућавајући кадровима да одговоре на захтеве послератног периода у Југославији.
Завршетак Другог светског рата донео је промене у међународним односима и равнотежи моћи, при чему су САД и СССР ојачали економски, политички и војно, поставши доминантне силе у новом светском поретку. Југославија се убрзо нашла под утицајем ових сила, чији су се интереси преплицали на њеном простору, што је утицало на обликовање њене одбрамбене политике, доктрине, система одбране, а нарочито на развој војног школства.
У потрази за моделом за изградњу војне организације, Југословенска армија у великој мери се ослањала на искуства и систем совјетске Црвене армије, виђене као водећег узора у војној организацији, доктрини и ратној вештини. Ова оријентација била је неизбежна, јер Југославија у првим послератним годинама није имала довољно сопствених стручњака за развој војног школства. Тако су војне школе и училишта почеле да се организују по совјетском моделу, укључујући називе, наставне програме, стандарде, теоријске основе и практична искуства. У југословенским војним школама ангажовани су совјетски официри као инструктори, док су многи југословенски официри и подофицири упућивани на школовање у СССР. Према југословенским изворима, током 1945. године у СССР-у се школовало 1.696 старешина ЈА, док совјетски подаци наводе између 2.300 и 3.126 лица. За време објављивања Резолуције Информбироа 1948. године, око 6.000 југословенских војника налазило се на школовању у СССР-у.
Већ до краја 1940-их, у Југославији је постојала функционална мрежа војних школа, академија и училишта, која је обухватала све нивое војног образовања – од основног школовања млађих официра до усавршавања виших командних кадрова. Тај систем није само јачао оперативну способност армије, већ је играо важну улогу у формирању нове генерације војних руководилаца, дубоко повезаних са државом и њеном идеологијом. Овим процесом успостављени су темељи за трансформацију партизанске војске у институционализовану армију, усмерену ка изградњи професионалног кадра способног за модерно командовање, али и за очување политичке лојалности у оквиру једнопартијског система.

## Почеци и циљеви војног школства
Током Народноослободилачког рата, услeд недостатка могућности за централизовано школовање, старешински кадар ЈА стицао је знања углавном кроз борбена искуства, уз минималну теоријску обуку на кратким курсевима. Прва „војна школа“ Врховног штаба НОВ и ПОЈ основана је 4. новембра 1942, али је радила само до 28. јануара 1943, обучавајући 186 слушалаца. Друга школа, успостављена 1. септембра 1943, трајала је до 25. маја 1944, са 498 старешина на општевојном и интендантском смеру. Осим Врховног штаба, сличне школе организовали су и главни штабови у Хрватској, Словенији, Војводини и другим регионима, а почетком 1945. и у Македонији и на Косову. Искуства официра из Шпанског грађанског рата и Војске Краљевине Југославије, посебно у штапским пословима, такође су била драгоцена. После Другог светског рата, ЈА је настојала да искористи ратна искуства стечена у Народноослободилачком рату, али је препознала да су она ограничена на партизанске методе и недовољна за вођење савремене војске. Врх армије увидио је потребу за стручним образовањем како би се надоместио недостатак знања о модерној опреми и штабовима, што је партизански начин ратовања искључивао. Јосип Броз Тито је нагласио важност теоријског усавршавања, рекавши: „Рат је сурова школа за командовање, али без теорије стратегије и тактике нема напретка. Морамо изучавати вјештине модерног ратовања.“
Основни задатак био је изградња компетентног и оданог руководећег кадра који би могао водити народну армију у новим условима. Да би се то остварило, постављени су сљедећи приоритети: Континуирано усавршавање кроз проучавање војних прописа и њихову примену на ратна искуства; Специјализација кадрова унутар различитих родова оружја; Брза обука ратних команданата путем кратких курсева и преквалификација; Укључивање искусних официра са завршеним војним школама, укључујући бивше заробљенике који су се придружили ЈА.
Истовремено, покренута је иницијатива за школовање млађих официра ради подмлађивања кадра. Светозар Вукмановић Темпо је у својим мемоарима описао транзицију: „Требало је од партизанске војске створити модерну армију. Већина официра није имала основно образовање, неки су били неписмени, али су били одлични команданти у рату. Одлучили смо да их обучимо за нове услове, ослањајући се на њихову борбену провјереност и партизанска искуства.“
На крају Другог светског рата, официрски састав ЈА био је разнолик, али са ниским нивоом образовања. Највећи део чинили су партизански команданти из Народноослободилачког рата, затим бивши припадници непријатељских формација (нпр. немачке, италијанске, усташке војске), док су официри Војске Краљевине Југославије били најмање заступљени. Само 15% официра имало је неко војно школовање, укључујући ратне курсеве. Опште образовање било је још слабије: крајем 1945, 83,38% официра завршило је највише четири разреда гимназије, а око 5% било је неписмено. Овај ниво важио је за све рангове осим команданата дивизија, од којих је 85% имало средњу школу или факултет.
Нижи официри били су посебно погођени: од 4.119 командира чета, 353 су била неписмена, 3.106 имало је само основну школу, а тек 988 похађало је кратке курсеве. Међу 23.548 водних официра, 1.505 је било неписмено, 15.865 имало је четири разреда, а само 615 (3%) стекло је минимална војна знања на курсевима. Овај недостатак образовања захтевао је хитну реформу.
Национална структура показивала је преовлађивање Срба (50,97%), затим Хрвата (22,72%), Словенаца (9,71%), Црногораца (9,2%), Македонаца (3,58%) и осталих (3,82%), што је одражавало ратне околности, а не планску заступљеност. Од 56.391 активних официра крајем 1945, већина (42,44%) придружила се партизанима 1944–1945, што је доводило у питање дубину њиховог искуства. Жене су чиниле 2,6% официра (1.468 од 10.230), док је просечна старост генерала била 38,5 година, са младим вођама попут Петра Драпшина (31) и Коче Поповића (37). Већина је имала скромно образовање, што је наглашавало потребу за школовањем.

### Политика школовања и избор кадра
После рата, војно руководство разматрало је да ли да замени партизански кадар школованим официрима или да га усаврши. КПЈ је изабрала другу опцију, фокусирајући се на образовање постојећих старешина због њихове оданости и ратног искуства. Партија је наглашавала лојалност, бирајући за школовање оне са дугим стажом у армији, чак и ако нису били одмах квалификовани. Иван Гошњак је рекао: „Одани радничко-сељачки кадар мора водити Армију, а не несигурни елементи.“ Неки штабови (нпр. артиљерија, ваздухопловство) склони су били да користе стручњаке са академијама Краљевине Југославије, али је партија то одбацила, сматрајући их непоузданима. Политичка управа увела је проверу партијских докумената за кандидате за школе, осигуравајући контролу. Демобилизација 1945–1946 смањила је број „несигурних“ официра са 10.000 колико их је било средином 1945, на око 3.500 колико је остало почетком 1947. године, задржавајући стручњаке у техничким родовима. Официри артиљерије, оклопних јединица, ваздухопловства и морнарице били су неопходни Армији и без обзира на њихову
прошлост није их било могуће брзо заменити, иако је партија истицала да је то „била нужна потребаа”.

### Опште образовање старешинског кадра
Школовање у ЈА одвијало се у два правца – војностручно и општеобразовно, са циљем да сви официри стекну средњошколску диплому. Ова иницијатива показала је амбицију ЈА да створи добро образовану војску. Почетни течајеви имали су организационе и квалитативне недостатке, а многи официри их нису озбиљно схватали, избегавајући их упркос обавези. Године 1946, Политичка управа прогласила је ово приоритетом, делећи течајеве на нижи (до 3. разреда) и виши ниво (4–6. разред). До 1. септембра 1946, укључено је импресивних 28.742 официра: 18.548 редовно на нижем, 2.535 на вишем, и 7.659 ванредно уз скрипте.
| Табела 1: Учешће официра у средњошколским течајевима (1. септембар 1946) | Табела 1: Учешће официра у средњошколским течајевима (1. септембар 1946) | Табела 1: Учешће официра у средњошколским течајевима (1. септембар 1946) | Табела 1: Учешће официра у средњошколским течајевима (1. септембар 1946) |
| Јединица                                                                 | Нижи течај (редовно)                                                     | Виши течај (редовно)                                                     | Ванредно                                                                 |
| ------------------------------------------------------------------------ | ------------------------------------------------------------------------ | ------------------------------------------------------------------------ | ------------------------------------------------------------------------ |
| 1. армија                                                                | 2.366                                                                    | 344                                                                      | 559                                                                      |
| 2. армија                                                                | 2.616                                                                    | 213                                                                      | 197                                                                      |
| 3. армија                                                                | 2.082                                                                    | 235                                                                      | 496                                                                      |
| 4. армија                                                                | 3.546                                                                    | 144                                                                      | 1.964                                                                    |
| 5. армија                                                                | 2.290                                                                    | 344                                                                      | 529                                                                      |
| 6. армија                                                                | 1.203                                                                    | 457                                                                      | 731                                                                      |
| Морнарица                                                                | 733                                                                      | 108                                                                      | 431                                                                      |
| КНОЈ                                                                     | 2.514                                                                    | 327                                                                      | 2.539                                                                    |
| Ваздухопловство                                                          | 875                                                                      | 324                                                                      | 60                                                                       |
| Београдски гарнизон                                                      | 323                                                                      | 39                                                                       | 153                                                                      |
| УКУПНО                                                                   | 18.548                                                                   | 2.535                                                                    | 7.659                                                                    |

На Петом конгресу КПЈ 1948, циљ је био да сви официри заврше нижи течај до 1950. Ипак, анализа из априла 1949. показала је да 225 официра (укључујући 7 виших) није имало образовање, а 4.262 (од тога 105 виших) имало је само основну школу, са највећим уделом у КНОЈ-у (21 без школе, 760 са основном). Напредак је био спор, па су многи остали необразовани и током 1950-их.

## Школовање у Југославији
Формирање већих јединица у оквиру партизанског покрета током НОР-а довело је до оснивања првих „војних школа“ за обуку кадрова Народноослободилачке војске Југославије (НОВЈ). Врховни штаб НОВ и ПОЈ покренуо је своју војну школу 4. новембра 1942, али је она престала са радом 28. јануара 1943. За мање од три месеца, кроз њу је прошло 186 слушалаца, подељених на ниже и више курсеве. Након великих битака током пролећа и лета 1943, Врховни штаб је 1. септембра поново успоставио Официрску школу, која је деловала до 25. маја 1944. Обуку је завршило 498 старешина, од чега 395 на општевојном и 103 на интендантском смеру. Поред Врховног штаба, „официрске школе“ организовали су и Главни штаб Хрватске, Главни штаб Словеније, Главни штаб Војводине, Штаб 2. ударног корпуса, као и штабови 1., 5., 8., 11., 12., 13., 14., 15. и 16. корпуса. Почетком 1945. сличне школе основане су у Македонији и на Косову и Метохији.
Месец дана након ослобођења Београда, 21. новембра 1944, основана је Војна академија ДФЈ, са предвиђеним двогодишњим школовањем. Први питомци били су углавном учесници НОР-а, претежно водни официри и борци из НОВЈ. Око 2.200 кандидата пријавило се добровољно или су изабрани као истакнути у својим јединицама. Само око 100 њих имало је завршену вишу гимназију (велику матуру), па је наставни програм био прилагођен, са нагласком на опште образовање. Питомци су 25% времена посвећивали предметима попут опште историје, историје југословенских народа, српскохрватског језика и књижевности, математике, физике, хемије и нацртне геометрије. Након полагања заклетве 23. фебруара 1945, а пре него што је школа у потпуности заживела, Генералштаб ЈА је 31. јула 1945. наредио њено расформирање, заменивши је војним училиштима по родовима.
У јануару 1945, у Београду је основана Официрска школа Врховног штаба НОВ и ПОЈ са вишим и нижим течајевима. У марту је реорганизована у Команду пешадијских школа Генералштаба ЈА, а рад је почео 20. марта у касарни бившег Другог пешадијског пука на Бањици. Школа је обухватала два курса: Курс за команданте бригада и батаљона (260 слушалаца) и Курс за командире чета и водова (1.132 слушаоца). Наставу су углавном држали официри бивше Југословенске војске, а трајала је око четири месеца, завршивши се 18. јула 1945. Циљ школе био је да брзо оспособи старешине за основно војно образовање, неопходно за попуну пешадијских јединица кадровима способним да воде борбе у новим условима фронталног рата. Средином маја 1945, у Задру је основана Друга пешадијска официрска школа Генералштаба ЈА, која је крајем јуна премештена у Загреб. Школовање је трајало четири месеца и завршено је крајем августа 1945, уз исти ниво и метод рада као у Београду. Ово је поставило темеље за војношколски систем у социјалистичкој Југославији.
Већ у марту 1945, у југословенском војном врху почеле су расправе о моделу школовања официра за послератни период. Генерал Михаило Апостолски предложио је нови систем са три врсте школа, са циљем да се створи ефикасан систем обуке и усавршавања кадрова:
- Војно училиште или Војна академија: Ове установе требало је да образују младе официре – воднике, како би се подмладила Армија. Планирано је да школовање траје две године. Апостолски је изложио три могућности за организацију наставе. Прва је била јединствена школа са поделом на два периода: годину и по општег образовања за све слушаоце, а затим шест месеци специјализоване обуке по родовима. Друга могућност подразумевала је засебну школу за сваки род, где би специјализација почела одмах. Ову опцију сматрао је најквалитетнијом, али је упозорио да је и најскупља, захтевајући више школа са сопственим руководством и већи број наставника, који су тада били ретки. Трећа идеја била је средњи пут – једна школа у којој би слушаоци од почетка били распоређени по родовима. Апостолски је на крају препоручио овај трећи модел као најпогоднији за југословенске околности. За пријем су предвиђене две групе питомаца: прву би чинили најбољи борци из ЈА, који су се истакли храброшћу и марљивошћу у борбама и показали потенцијал за даље школовање, а другу омладинци из грађанства са завршених најмање шест разреда гимназије (касније и великом матуром), уз проверу њихове политичке и моралне исправности.[31]
- Школе родова војске и струке: Ове школе имале би задатак да усавршавају постојеће кадрове – да припреме официре за дужности које тренутно обављају, оспособе их за напредовање, омогуће израду студија искустава и правила за њихове родове, као и да обучавају специјалисте за одређене области. Апостолски је предложио да у почетној фази школовање траје четири месеца, чиме би се омогућило да што више слушалаца стекне основна знања за наставу и обуку у јединицама, уз намеру да се касније продужи на шест месеци. Планирао је оснивање следећих школа: Пешадијске, Артиљеријске, Инжињеријске, Тенковске, Интендантске, Санитетске и Војне школе за везу. Слушаоци би били подељени у две категорије: командантску, коју би чинили команданти бригада и батаљона, и командирску, у коју би спадали командири чета и водни официри.[32]
- Школа за виши командни кадар: Ова школа требало је да се бави усавршавањем команданата за вођење здружених јединица и њихових штабова, обуком наставника за главне предмете у школама родова, координацијом усавршавања команданата и штабова у јединицама, сарадњом са наставним одељењем Генералштаба ЈА на прегледу уџбеника, анализом доктрина, правила и података из страних војски (посебно Црвене армије), прикупљањем ратних искустава, праћењем југословенске и стране војне литературе, те учешћем у стварању централног војног часописа. Планирано је да школу прођу сви команданти, начелници штабова, шефови оперативних одсека и команданти артиљерије у дивизијама и армијама, како би се у почетном периоду оспособио кадар за око 30 дивизија. Такође, предвиђено је да наставници тактике из школа родова прођу обуку ради усклађивања приступа и упознавања са радом Фрунзеове академије. Развој школе требало је да се одвија у четири фазе: у првој (од 1. августа до 30. септембра 1945) обучавају се наставници тактике; у другој и трећој (од 1. октобра 1945. до 30. септембра 1948) команданти и штабови пролазе обуку у шест група, по два пута у трајању од три месеца; на крају би школа требало да прерасте у вишу војну школу, попут Академије Фрунзе у Москви или Више војне академије у Краљевини Југославији.[33]

Апостолски, износећи овај систем војних школа, препознао је да је обезбеђивање квалификованог наставног кадра од пресудног значаја. Предложио је три извора за попуну наставничких места: први су били постојећи руководиоци, односно „стари борци“ из Генералштаба, армија и дивизија, који су имали способности за ту улогу; други су били истакнути официри повратници из заробљеништва; трећи је подразумевао одабир међу самим слушаоцима школа. Поред тога, сматрао је да би требало ангажовати и инструкторе, односно наставнике из Црвене армије.
На основу овог предлога и пратећих расправа, Министарство народне одбране Југославије је у јулу 1945. донело две одлуке: прву, Наређење о оснивању официрских школа (пов. бр. 312 од 16. јула), и другу, Наређење о укидању Војне академије ДФЈ и формирању војних училишта (пов. бр. 363 од 31. јула). Ово је одражавало ширу послератну оријентацију југословенског друштва, које се угледало на СССР, па је и југословенски војношколски систем обликован према совјетском моделу. На усвајање овог приступа, осим општих околности, утицали су и конкретни чиниоци: присуство совјетских војних инструктора у ЈА и неким војним школама, школовање југословенских официра у СССР-у, те чињеница да је готово сва војностручна, наставна и методичка литература потицала из Совјетског Савеза, будући да југословенски војни органи нису били у могућности да брзо израде сопствене уџбенике.
Војна академија основана је 21. новембра 1944. одлуком Врховног штаба НОВ и ПОЈ, са седиштем на Топчидеру у Београду, под командом генерал-потпуковника Саво Оровића. Циљ је био оспособљавање савремено образованих официра у војничком и социјалистичком духу. Питомци, углавном политички активни борци и млади руководиоци из КПЈ и СКОЈ-а, бирани су са најмање четири разреда гимназије, просечне старости 15–18 година. Прва класа имала је 2.168 питомаца: 1.005 Срба, 324 Хрвата, 283 Црногораца, 199 Словенаца, 164 Македонаца, 139 из Босне и Херцеговине и 54 Албанца.
Настава је требало да почне 1. фебруара 1945. и траје две године: три семестра општег курса и један стручни по родовима, са пет месеци теорије и месец дана праксе по семестру. Завршетак је доносио чин заставника. Програм је заснован на Војној академији Краљевине Југославије, уз допуне, и укључивао је општеобразовне, општевојне, војностручне и политичке предмете. Због слабог предзнања питомаца, фокус је био на општем образовању, али је од 1947. ЈА почела да добија систематски обучене кадрове за ниже дужности и обуку у јединицама.
Попуњавање наставног кадра било је изазов. Први наставници били су официри бивше Југословенске војске и неколико совјетских инструктора, попут потпуковника Црвене армије Димитрија Корешника, који је 1945. увео совјетска искуства. Највећи проблем био је недостатак наставника за војне предмете. Цивилни професори за опште предмете бирани су уз проверу политичке подобности, док су касније војни и политички руководиоци из НОВЈ постали кључни ослонац.

## Војна училишта
Основни проблем школовања официрског кадра у непосредном послератном периоду огледао се у оспособљавању, школовању, дошколовавању или преквалификовању постојећег официрског кадра, односно стварању новог кадра. У новом официрском кору било је свега 12,4% кадра са војним образовањем, док је чак 83,38% старешинског кадра у ЈА било без средњег образовања, што се односило већином на ратни кадар. Такво стање је упућивало на неминовност реорганизације војног школства. Већ почетком 1945. године, у југословенском војном врху се повела расправа о питању модела школовања официрског кадра. „Коначан предлог о новом школском систему је у марту исте године поднео генерал Михаило Апостолски.” Он је предложио да се формирају војна училишта или Војна академија, чији би задатак био подмлађивање армије кроз стварање младих официра-водника. Слична организација војних школа постојала је и у СССР-у. Формирањем система војних училишта требало је створити услове за попуњавање Југословенске армије новим официрима школованим на савременим основама. У складу с тим, наређењем Генералштаба ЈА, 31. јула 1945. године, долази до расформирања Војне академије ДФЈ као општевојне установе и њеног преформулисања у посебна војна училишта по родовима. У периоду од 1945. до 1948. године, уместо првобитно планираних пет училишта,  долази до формирања укупно 19 војних училишта по видовима, родовима и службама. Најпре се оснивају училишта командног, а тек касније техничког смера. 
Војна училишта су била дефинисана као установе са наменом да стварају официре из редова подофицира и грађана који су за ту врсту школовања испуњавали одговарајуће услове. Било је предвиђено да школовање у њима траје две године и да се практикује пријем лица са непотпуном осмогодишњом школом. Међу првим класама родовских училишта структура питомаца је била таква да су у потпуности превладавали официри и подофицири у односу на кандидате из грађанства. Међутим, временом ће тај однос бити измењен у корист кандидата из грађанства. Услов за њихов пријем подразумевао је завршених шест разреда гимназије, старосну границу до 22 године, добро здравље, чланство у УСАОЈ-у, поузданост, оданост НОБ-у, при чему су предност имали синови или браћа погинулих припадника НОВЈ, као и синови ратних војних инвалида, као и они радничког и сељачког порекла. Током 1946. године неки од наведених критеријума су били снижени. Потребно је нагласити да наведени критерији нису увек били поштовани. Током 1945. године у прве класе војних училишта било је примљено око 3395 питомаца, да би тај број до 1950. године порастао на укупно 9.626 питомаца. Од 3395 питомаца 2.779 је започело школовање у седам родовских училишта (ПВУ, АВУ, ИнжВУ, ТВУ, ВУВ, ПАВУ и ВВУ), док је у преостала три училишта (АТВУ, ВСУ и ГВУ) примљено 616 питомаца. У 
првој групи училишта питомци су углавном долазили из војске 91,7% (официра 12,2%, подофицира 52,7% и бораца који су били на положају командира вода или десетара 26,8%). Преосталих 8,3% питомаца долазило је из грађанства. У другој групи војних училишта ситуација је била супротна. Преко 60% питомаца били су ђаци из грађанства, а у ВСУ је у првој класи било 76,54% жена. Међутим, од укупног броја школовање је напустило око 18% питомаца, најчешће по сопственом захтеву. У војним училиштима су се изучавали општеобразовни, општевојни, војностручни предмети и политичка настава. Већина основаних училишта била је јединствена без поделе на течајеве и са јединственим планом и програмом. Структура наставних планова и програма имала је заједничких елемената са наставним плановима и програмима официрских школа. То се нарочито односило на велику заступљеност практичне наставе и недовољну заступљеност општег образовања одговарајућег нивоа, што је посебно било изражено током школовања првих класа. У наредним класама све израженије постају разлике у начину и програмима рада између официрских школа и војних училишта. За наставни кадар у училиштима предлагани су најбољи руководиоци из Генералштаба армија и дивизија, најбољи официри југословенске војске – повратници из заробљеништва и, евентуално, најбољи слушаоци. Међутим, велики проблем наставничког кадра је представљала недовољна стручна спрема, а посебно неповерљив однос према оном делу кадра који су чинили официри бивше југословенске војске. Додатни проблем представљало је и велико оптерећење наставника другим обавезама, што се негативно одражавало на квалитет њихових предавања.
Било је предвиђено да, поред образовног, наставник буде и важан васпитни чинилац. Истовремено је, као изузетан мотивациони фактор, било предложено и увођење наставничких звања, попут старији наставник, помоћник старијег наставника, итд., као и наставничког додатка у висини од 10%. На самом почетку наставници су били у обавези да пишу лекције за интерне потребе школа које су одобравале команде школа и училишта. Најчешће се учило из уџбеника преведених са руског језика. Међутим, били су коришћени и одговарајући уџбеници бивше југословенске војске, као и литература заплењена од противника. Тек касније (од 1947. године) већина војних училишта почиње са израдом сопствене војностручне литературе.
| Број питомаца уписаних у Војна училишта 1945. године | Број питомаца уписаних у Војна училишта 1945. године |
| Војно училиште                                       | Број питомаца                                        |
| ---------------------------------------------------- | ---------------------------------------------------- |
| Пешадијско војно училиште                            | 1.190                                                |
| Артиљеријско војно училиште                          | 383                                                  |
| Артиљеријско техничко војно училиште                 | 221                                                  |
| Војно училиште за везу                               | 266                                                  |
| Ваздухопловно војно училиште                         | 317                                                  |
| Противавионско артиљеријско војно училиште           | 129                                                  |
| Инжињеријско војно училиште                          | 284                                                  |
| Тенковско војно училиште                             | 210                                                  |
| Геодетско војно училиште                             | 37                                                   |
| Војносанитетско училиште                             | 358                                                  |
| Укупно                                               | 3.395                                                |

Током година након Другог светског рата настављено је оснивање нових војних училишта. Године 1946. установљено је Поморско војно училиште (ПоВУ) са седиштем у Дубровнику. Следеће, 1947. године, основано је шест нових училишта: Ваздухопловно-техничко војно училиште (ВТВУ) у Рајловцу, Војнопоморско техничко училиште (ВПТВ) у Дивуљама, Финансијско војно училиште (ФВУ) у Сремској Каменици, Војнополитичко училиште (ВПУ) у Београду, Ветеринарско војно училиште (ВтВУ) у Љубљани и Интендантско војно училиште (ИнтВУ) у Сомбору. Последње у низу, 1948. године, основано је Војнохемијско училиште (ВХУ) у Шапцу. Пре свих ових институција, још 1944. године започело је са радом Војномузичко училиште.
| Војна училишта у Југославији               | Војна училишта у Југославији | Војна училишта у Југославији | Војна училишта у Југославији |
| Војно училиште                             | Година оснивања              | Место                        | Дужина трајања школовања     |
| ------------------------------------------ | ---------------------------- | ---------------------------- | ---------------------------- |
| Војномузичко училиште                      | 1944.                        | Београд                      | –                            |
| Пешадијско војно училиште                  | 1945.                        | Сарајево                     | 24 месеца                    |
| Артиљеријско војно училиште                | 1945.                        | Загреб                       | 14 месеци                    |
| Артиљеријско техничко војно училиште       | 1945.                        | Загреб                       | 14 месеци                    |
| Војно училиште за везу                     | 1945.                        | Београд                      | 14 месеци                    |
| Ваздухопловно војно училиште               | 1945.                        | Панчево                      | 24 месеца                    |
| Противавионско артиљеријско војно училиште | 1945.                        | Загреб                       | 18 месеци                    |
| Инжињеријско војно училиште                | 1945.                        | Шабац                        | 18 месеци                    |
| Тенковско војно училиште                   | 1945.                        | Београд                      | 24 месеца                    |
| Геодетско војно училиште                   | 1945.                        | Земун                        | 21 месец                     |
| Војносанитетско војно училиште             | 1945.                        | Београд                      | 24 месеца                    |
| Поморско војно училиште                    | 1946.                        | Дубровник                    | 36 месеци                    |
| Ваздухопловно-техничко војно училиште      | 1947.                        | Рајловац                     | 12–18 месеци                 |
| Војнопоморско техничко училиште            | 1947.                        | Дивуље                       | 36 месеци                    |
| Финансијско војно училиште                 | 1947.                        | Сремска Каменица             | 24 месеца                    |
| Војно-политичко училиште                   | 1947.                        | Београд                      | 10 месеци                    |
| Ветеринарско војно училиште                | 1947.                        | Љубљана                      | 24 месеца                    |
| Интендантско војно училиште                | 1947.                        | Сомбор                       | 24 месеца                    |
| Војнохемијско училиште                     | 1948.                        | Шабац                        | 18 месеци                    |

Међу првима је основано Пешадијско војно училиште (ПВУ), 20. септембра 1945. године у Београду (Топчидер). Оно је имало посебан значај у стварању солидне кадровске базе пешадије као рода у првим послератним годинама. У њему се налазио целокупан старешински кадар расформиране Војне академије ДФЈ, као и 36 официра који су дошли из заробљеништва и брзо успели да се саживе са новим задацима и системом рада у новој армији. Поред ратног кадра, у овом училишту су започели школовање и први питомци регрутовани из грађанства. Већина је била распоређена на дужности командира. Према националном саставу највише је било Срба, Хрвата и Црногораца, као и питомаца из Босне и Херцеговине српске националности, док је много мање било Словенаца и Македонаца. Настава се одвијала по унапред предвиђеном плану и програму који је био састављен по угледу на руска училишта. Међутим, тај програм је показао много недостатака с обзиром на то да није одражавао специфичности ни искуства из НОР-а већ је одговарао условима стране армије. Програм је предвиђао двогодишње школовање. Свака наставна година се делила на периоде. Прва наставна година имала је три периода: први – обука бораца, други – обука десетара и трећи – обука водника. У другој наставној години у првом периоду реализовала се обука специјалног вода, а у другом четна обука и приказ батаљона у главним тактичким радњама. Осим редовне наставе, по плану и програму школовања за питомце били су организовани и курсеви – курс за официре Корпуса Народне одбране, курс за бивше питомце Војне академије ДФЈ старе југословенске војске, курс за упознавање и практичну примену пешадијског стројевог правила за официре и делегате армија. Руководиоци и наставници курсева били су официри Училишта. Током прве године школовања питомци су остварили завидан успех (одличних је било 23, врло добрих чак 204, добрих 42, слабих 33 и неоцењених 13).
Током 1946. године Училиште су посетиле многобројне домаће и стране делегације, међу којима и начелник Генералштаб ЈА генерал-лајтнант Коча Поповић, затим совјетски генерал Дронов са делегацијом, као и југословенски председник Јосип Броз Тито са пратњом. Сем тога, Училиште су посетиле и делегације свих училишта и школа у земљи ради размене искустава по питању планирања, унутрашњег реда, методике, итд. Питомци овог училишта континуирано су постизали врло добре резултате. Проценат одличних и врлодобрих кретао се између 70% и 80%. Међутим, почетком јула 1947. године Училиште је пресељено из Београда у Крагујевац, где су били тежи животни услови због недостатка простора, материјалног обезбеђења и осталих услова у вези са општекултурним развојем. Поједини кабинети су били расформирани, недостајали су полигони за гађање, инжињеријски полигони, фискултурни стадиони итд. Ипак, до краја јула у Крагујевцу су успостављени кабинети: топографије, инжињерије и службе везе. Настава са новом, односно другом класом, у коју су били примани и подофицири, започела је 15. септембра. У састав првог батаљона друге класе пријавило се 469 подофицира од којих је 447 било примљено. То су углавном били они подофицири који су ступили у НОБ 1941. и 1942, а који се до тада нису уздигли на официрске положаје и добили официрске чинове. Међу примљеним питомцима највише је било старијих водника (389), па водника (55) и млађих водника (11). Међу примљеним питомцима било је 334 Србина, 62 Хрвата, 17 Словенца, 5 Македонаца, 19 Црногораца и 10 муслимана. По школским квалификацијама питомци ове класе били су углавном самоуки (89), са основном школом (340), једним разредом гимназије (8), са два разреда гимназије (8), са три разреда гимназије (1) и са четири разреда гимназије (1). Та класа била је једна од најтежих које су прошле кроз ПВУ, којој се желело одати признање за заслуге постигнуте у рату. Практични део наставе, тј. прво логоровање, било је изведено у близини Крагујевца, августа 1947. године. Логоровање је било искоришћено да се први пут од оснивања Војне академије ДФЈ и Пешадијског училишта изведу гађања циљева у ваздушном простору. Училиште је током 1947. године постигло одличне резултате који су се огледали у чињеници да су јединице добиле младе и школоване официре примљене редовним путем.
Значајније измене у формацији ПВУ уследиле су 1949. године. У току те године било је извршено коначно формирање колектива наставника за предмет Тактичка обука. До тада су Тактичку обуку предавали командири водова. У оквиру организационих промена које су обухватиле војно школство, наредбом заменика министра за послове народне одбране генерал-пуковника Ивана Гошњака, маја 1950. године, Пешадијско војно училиште постаје Школа за активне пешадијске официре. Већ следеће године, наређењем Генералштаба ЈА, јуна 1951, ова школа постаје саставни део новоформираног Пешадијског школског центра (ПШЦ) у Сарајеву.
Формирање Артиљеријског војног училишта у Загребу било је условљено претходним расформирањем Војне академије ДФЈ у Београду и пребацивањем питомаца предвиђених за род артиљерије на школовање у Загреб. Циљ формирања Артиљеријског војног училишта био је да се у њему школују и оспособљавају питомци који су примани из грађанства за артиљеријске дужности, као и део подофицира за дужности командира вода и командира батерије у артиљерији. Ово училиште почело је са радом 1. децембра 1945. године. У првој класи, поред питомаца из грађанства, било је и артиљеријских официра и подофицира из НОР-а. Наставни садржаји били су јединствени за све питомце. Поред школовања активних артиљеријских официра и питомаца у земљи, један део официра и питомаца се налазио на школовању у СССР-у још од краја 1944. године. Школовање у СССР-у је трајало све до 1948. године, односно до доношења Резолуције Информбироа. После објављивања Резолуције, већина артиљеријских официра и питомаца се вратила у земљу. Кроз Артиљеријско војно училиште је прошло десет класа, од којих су прве три биле једногодишње, а остале двогодишње. Током 1950. године Артиљеријско војно училиште је било преименовано у Школу за активне артиљеријске официре.
Артиљеријско-техничко војно училиште је формирано октобра 1945. године у Загребу ради оспособљавања артиљеријско-техничких официра ЈА и кадрова за потребе војне индустрије. У њему је одшколовано укупно 385 питомаца у три класе. Настава се одвијала по специјалностима (земаљска артиљерија, тешка артиљерија, итд.) које су, с обзиром на потребе службе за кадровима у појединим класама, биле различито заступљене. У првој класи су се школовали питомци Војнозанатлијске школе, Војнотехничког завода, део бораца и старешина из јединица и део питомаца из расформиране Војне академије ДФЈ. Сви су груписани у један дивизион, с тим што је сваки вод био посебног смера: за техничаре дивизијске артиљерије, тешке артиљерије, противавионске артиљерије, пушкарско-бацачке техничаре и пиротехничаре. Питомци су учили из војностручне литературе, уџбеника и приручника преведених са руског језика. У овом раздобљу настала је најнужнија литература за артиљеријску технику и њену употребу у борби. Писане су и у литографији издаване разне лекције, скрипте и методске разраде. Само током 1945. године било је преведено и издато 47 разних тактичких и техничких артиљеријских правила и упутстава. Пуковске радионице су такође биле максимално ангажоване у изради разних помагала за обуку и наставу. Школовање у овом училишту завршено је почетком 1947. године. У априлу месецу исте године Училиште је ушло у састав Артиљеријско-техничке официрске школе у којој су школовање завршиле још две класе (1949. и 1951. године). Училиште дефинитвно престаје са радом 1953. године и, заједно са Артиљеријско-техничком официрском школом, улази у састав Техничког школског центра.
Тенковско војно училиште (ТВУ) почело је са радом 25. новембра 1945. године у Београду на Бањици, када је постројена његова прва класа. У училиште су примани војници и старешине из целокупних оружаних снага који су се добровољно јавили на интерни конкурс. Услов је био да имају завршену или непотпуну средњу школу у грађанству или пак занатску школу техничког смера. Обука је трајала две године. Задатак Тенковског војног училишта био је да оспособи људство за почетне официрске дужности у ОМЈ. Питомци су се школовали за техничке официре тенковских чета и самоходних батерија. Редовно школовање прве класе организовала је, материјално обезбедила и усмеравала Команда Тенковске армије. У периоду од 1945. до 1950. године у овом училишту су школоване старешине тенковско-техничке службе (укупно 96 питомаца). Сви примљени кандидати су били у обавези да претходно потпишу изјаву да ће након завршеног школовања остати у сталном саставу оружаних снага, односно у активној служби. Сваке наредне године школовање следеће класе на овом училишту почињало је приближно у исто време, по совјетском моделу. Настава је била импровизована од средстава којима се располагало. Као посебни предмети изучавани су топографија, веза и мотористика. Током прве године школовања било је планирано да сви полазници прелазе исти програм и на крају наставне године полажу испит. Након показаних резултата из појединих предмета и изражене склоности питомци су били дељени у три смера: командни-тенковски, артиљеријски и технички. Према наставним плановима и програмима, тенковске старешине је требало обучити за откривање лакших кварова, замену делова и мањих склопова на борбеној техници, док је техничке официре било неопходно оспособити за „дужности у тенковско-техничкој служби, од тенковске чете и самоходних батерија до бригаде”.
У југословенским војним училиштима било је омогућено школовање и страним држављанима. Тако се од 1946. године на школовању у саставу друге класе Тенковског војног училишта налазила група странаца. Радило се о наставној групи од 30 Албанаца. Током 1947. године биле су примљене још две наставне групе од 60 Бугара, односно класа бугарских резервних официра која се школовала за тенкисте у саставу прве класе ШРО.
Део наставног кадра на Тенковском училишту чинили су официри краљевске војске – повратници из заробљеништва, док су у Тенковској официрској школи (ТОШ) руководећи кадар чинили партизански кадрови. У почетку је било доста несугласица између ове две групе старешина. За разлику од Училишта где су младићи без искуства тек стасавали за војску, у ТОШ-у су „већину чинили ратни ветерани, чланови партије, слабог образовања, неспремни на компромисе и нова учења.” Међутим, убрзо је од Тенковског војног училишта и Тенковске официрске школе, почетком 1946. године, образована наставно-школска установа Тенковска официрска школа и училиште ЈА која се током септембра преселила у Белу Цркву. Током 1947. године Тенковско војно училиште је организовало показну вежбу која је, у ствари, требало да представља демонстрацију вештина и умећа у руковању борбеним средствима у условима што приближнијим рату.
Проглашавање Резолуције Информбироа 1948. године и постепени прекид са суседним државама народне демократије се свакако видно одразио на рад Тенковског војног училишта. Сукоб са СССР-ом 1948. године је у Тенковском војном училишту резултирало појавом великог броја незадовољних официра, како чином, тако и положајем. Један део подофицира је чак тражио да буде демобилисан. Међутим, највећи проблем су представљали тенкисти који су се вратили са школовања из СССР-а. Зато су у овом периоду оклопне снаге ЈНА биле принуђене да у више наврата бораве ван касарни на положајима према границама. Посебан проблем је представљао покушај бекства генерала Арса Јовановића коме је при том велику помоћ пружио командант Тенковског училишта пуковник Дукљан Вукотић. Међутим, генерал Јовановић је тада погинуо. Због тих догађаја дошло је до пресељења Училишта из Беле Цркве у Бања Луку. Настава је због селидбе била прекинута, а услови школовања тадашње 4. класе су „постали оскудни”. Сматра се да је 1948/49. година била најтежа школска година у историји те институције. После пребацивања у Бања Луку припадници Тенковског школског центра су започели оспособљавање училишта на новој локацији. 1948.  Наиме, пре подне је извођена настава, док је после подне цео простор претваран у радилиште. Из Беле Цркве је пресељено укупно 12 кабинета, да би до краја 1949. године био обновљен 21 кабинет, уређено стрелиште и трасирана стаза тенкодрома. Од 1951. године почиње са радом и систем апликационих школа за додатну обуку старешина рода на командирским дужностима. Током 1951. године Тенковска официрска школа и војно училиште ЈА мења назив у Школски центар тенковских јединица, а 1953. у Школски центар оклопних јединица. У Школском центру је током овог периода (1945–1953) одшколовано укупно 709 официра и млађих официра тенковско-техничке службе.
У Загребу је, 8. октобра 1945. године, формирана Противавионска официрска школа у чијем саставу се налазило Противавионско војно училиште. Настава је званично почела 15. новембра са првом класом коју су похађали питомци регрутовани из састава учесника НОР-а и ученика из грађанства. Наставнички кадар чинили су претежно официри југословенске војске који су после повратка из заробљеништва наставили активну службу. Општеобразовне предмете предавали су професори и наставници из грађанства, док су командни и политички кадар чинили официри, учесници НОР-а. Стручну и методичку помоћ у организацији наставног процеса пружали су официри совјетске армије. Поред извођења редовне наставе, успешно се радило и на организацији индивидуалне и колективне припреме старешина, писању лекција, скрипти и другог наставног материјала, разради наставних планова и програма. Међутим, осмочасовна интензивна преподневна настава и обавезно четворочасовно поподневно учење утицали су на велики психофизички замор слушалаца и питомаца. Због тога је део оних који нису могли да издрже тај темпо био отпуштан. Истовремено је и партијска организација имала посебно велики значај и улогу у подизању свести и полета питомаца и слушалаца. Школа је у периоду од 1945. до 1947. године радила у Загребу, а затим је наставила рад у Задру. Прва класа питомаца (138) Противавионског војног училишта успешно је завршила школовање током 1947. године. То су били први кадрови школовани после рата. Током 1948. године био је реализован курс преквалификације пешадијских официра у официре ПАА. Период од 1948. до 1953. године био је веома интензиван и препун организацијских промена. У настави су из садржаја појединих предмета, као што су били тактика и ратна служба, избацивани они делови који нису одговарали југословенским материјалним и техничким могућностима, док су у први план истицана искуства из НОР-а. Током 1949. године школовање у овом училишту завршило је 358 питомаца друге класе. До 1951. школовање завршава и трећа класа, односно 47 питомаца, што ће уједно бити и последња класа питомаца Противавионског војног училишта. У овом периоду школовање је завршило укупно 543 официра. Након престанка рада овог училишта, официрски кадар се за почетне дужности у ПАА школује на Војној академији у Београду, у трајању од три године. Прве две године питомци ПАА су се школовали заједно са питомцима осталих родова, док се трећа година специјалистичког школовања реализовала у ПАА у школском центру у Задру. Од 1. октобра 1951. године противавионске официрске школе мењају назив и постају Противавионски артиљеријски школски центар.
Да би Југословенска армија остала достојна гаранција безбедности за време мира непрекидно су се морала продубљивати искуства стечена у рату. Истовремено се морало тежити и сталном усавршавању. Управо је припадницима армије то било омогућено кроз презентовање и усвајање солидне војно-политичке и стручне спреме у Ваздухопловном војном училишту (ВВУ) које је оформљено као будући „расадник југословенских војних летача” са седиштем у Панчеву, 12. септембра 1945. године. У училишту су школовани пилоти и извиђачи, као и известан број слушалаца официра КоВ-а за штабне послове у РВ-у. Училиште се састојало од управе са наставним одсеком, питомачког батаљона, школских ваздухопловних пукова и позадине. Непосредно после формирања примљено је 415 питомаца, махом омладинаца бораца Народноослободилачке војске Југославије. Школовање је трајало две године. Циљ је био стварање услова за изградњу будућег Ратног ваздухопловства које је требало да се ослања на властите снаге и средства. По завршеном школовању, пилоти и извиђачи који нису имали официрски чин унапређивани су у чин заставника. Обука пилота обухватала је теоријски и практичан део у летењу. Током прве године школовања, за основну обуку служили су лаки совјетски типови авиона Po-2 и UT-2. У другој години питомци су били оспособљавани за летење на борбеним авионима, гађање и бомбардовање. Обука првих послератних генерација војника трајала је 10 месеци и изводила се сваког дана. Током лета трајала је осам сати и подразумевала је практичну обуку, док је зими извођена по седам часова и реализовала се кроз учење различитих предмета (електронику, физику, навигацију, метеорологију, топографију, итд.). У саставу Училишта су, током 1945. и 1946, била развијена четири школска пука распоређена на банатским летелиштима: Ковин, Ечка, Алибунар, Омољица и Качарево. Сваки пук је имао специјализовану намену: 1. пук је вршио основну обуку пилота, 2. пук је служио за усавршавање кандидата за ловачку авијацију, 3. за јуришну авијацију, док је 4. извиђачки пук постојао само једну сезону.
У периоду од 1945. до 1947. године, у Ваздухопловном војном училишту је створена солидна кадровска и материјална база као предуслов за стабилан и квалитетан развој система школовања официра-пилота. Слично као у Тенковском, и у Ваздухопловном војном училишту је било омогућено школовање страним држављанима. У неколико класа на ВВУ, у периоду од 1946. до 1948. године, школовала су се 42 албанска и 31 бугарски питомац „сходно специфичној балканској оријентацији коју је тих година заступао југословенски државни врх а следило Ратно ваздухопловство.” Крајем 1945. године у саставу ЈА се налазило више од 360 борбених авиона. Типови авиона су били „еквивалентни совјетском ваздухопловству”. Снажан совјетски утицај посебно се огледао кроз систематско школовање југословенских ваздухопловаца у совјетским ваздухопловним школама. Већ се крајем 1944. године око 600 југословенских ваздухопловаца налазило у совјетским училиштима у Грозном, Краснодару, Енгелсу и Внукову. У априлу 1945. године, 1122 Југословена је било послато у те школске центре, а до краја 1948. године укупно 2.307 ваздухопловаца прошло је обуку у СССР-у. Међутим, након Резолуције Информбироа, многи од њих су се нашли у сукобу са званичном политиком Југославије, а неки су учествовали у саботажама и другим активностима против државе. После прекида сарадње са СССР-ом, уведене су домаће иницијативе за самосталну обуку кадрова. Тако је 1949. године у Ковину основана Ваздухопловна официрска школа, која је касније пресељена у Љубљану, а оформљена је и Школа резервних официра ваздухопловства. Истовремено, при Вишој војној академији уведен је Ваздухопловни факултет. Године 1950, у Земуну је основана Ваздухопловна авиотехничка школа, чиме је смањена зависност од страних извора обуке. У периоду од 1945. до 1949. године, Ваздухопловно војно училиште одшколовало је 1.520 пилота од укупно 2.124 кандидата. Године 1950, училиште је преименовано у Школу активних официра авијације (ШАОА).
Војно училиште за везу (ВУВ) започело је рад 1945. године у Београду. Прва класа, са 255 питомаца, почела је школовање 15. новембра 1945, а завршила га 28. децембра 1947, након 25,5 месеци. Циљ је био оспособљавање кадрова за руковођење јединицама везе и управљање техничким средствима. Програм је обухватао 28 предмета, подељених у две категорије: прва је укључивала политичку наставу, тактику, топографију, електронику и радиотехнику, док су другу чинили санитет, историја, страни језици, математика и слично. Развој технологије захтевао је додавање нових предмета, попут основа електротехнике. Коришћени су уџбеници бивше Југословенске војске, а касније и преводи са руског, немачког и енглеског језика. Од 1948, наставно одељење Команде веза ЈА почело је израду сопствених материјала уз ангажовање стручњака. Недостатак квалификованих наставника био је изазов, па су често ангажовани повратници из старе војске. Училиште је имало команду (29 припадника), батаљон училишта (293), официрски батаљон (290), полигонску чету (31) и радничку чету (71), уз 47 наставника. Друга класа (186 питомаца) пресељена је 1947. у Зрењанин ради бољих услова. До 1948, одшколовано је 469 официра, уз побољшање наставе кроз активности командног кадра и размену искустава са другим училиштима. Од 1945. до 1948, 70 старешина прошло је обуку у московском училишту за везу. Године 1951, училиште је преименовано у Школу за активне официре везе.
До 1946, поморски официри ЈА школовали су се у СССР-у, што није у потпуности одговарало потребама Ратне морнарице. Те године је у Дубровнику основано Војнопоморско училиште (ВПУ), у зградама некадашње Поморске академије, заједно са Војнопоморском официрском школом за ратне кадрове. Прва класа укључивала је ратне официре и средњошколце из грађанства, обезбеђујући подмладак морнарице. Школовање је трајало три године и обухватало је општеобразовне, идеолошко-политичке и војнопоморске предмете, уз двомесечну праксу на бродовима. Програм је био заснован на совјетском моделу, са 33 предмета и 15 наставника, углавном бивших официра са ограниченим искуством из НОР-а. Због просторних ограничења, училиште је 1947. пресељено у Дивуље, где је друга класа била бројнија. Исте године постало је део Војнопоморског школског центра, 1948. преименовано у Школу активних војнопоморских официра, а 1951. у Војнопоморску академију. Од тада је примало само матуранте, са школовањем од четири године (до 1956), а потом три године, прилагођеним новој техници.
Војнопоморско техничко училиште (ВПТУ) основано је 1947. у Дивуљама за обуку техничких официра (машинска и електричарска специјалност) у оквиру Војнопоморског техничког центра. Прва класа укључивала је стотине официра копнене војске и средњошколаца. Трогодишњи програм обухватао је стручне предмете (математика, физика), војне и идеолошке садржаје, уз практичну обуку на бродовима и у радионицама. Програм је прилагођен из совјетских узора уз помоћ професора из Загреба, уз израду уџбеника и опремање кабинета. Од 1951, училиште је примало само матуранте и преименовано је у Школу активних поморско-стројарских официра, а 1952. у Војнопоморску машинску академију, чиме је обезбеђена дугорочна обука техничког кадра.
Нека од ових училишта су током времена мењала своје локације, што је посебно било уочљиво 1949. године, када су због сукоба са Информбироом сва училишта из Војводине премештена у унутрашњост Југославије. Током 1950-их, промене локација биле су честе, углавном због неподесних услова за извођење наставе или реорганизације школовања појединих родова војске.
Наставни планови и програми за војна училишта били су под надзором Генералштаба ЈА и команди родова. Генералштаб је био задужен за израду плана и програма за Поморско војно училиште, док су за остала училишта команде родова и служби припремале програме и директно управљале наставним процесом и дисциплином.
Наставни планови и програми војних училишта делили су сличности са онима у официрским школама, о чему је раније било речи. Често су се мењали, имали су сличну структуру наставних области, нагласак на практичну наставу и недовољну заступљеност општеобразовних предмета. У почетним класама, када су већину слушалаца чинили војници, сличности са официрским школама биле су израженије, па су нека решења пренета директно из њих. Међутим, у каснијим класама разлике су постајале све уочљивије, углавном квалитативне природе. Пошто су војна училишта пружала почетна војна знања, настава је била организована индуктивно, заснована на елементарним школским принципима. Насупрот томе, у официрским школама садржаји су били проблемски оријентисани, често усмерени на тактичку обуку као централни елемент. Дужина школовања у војним училиштима, која је у просеку била скоро двоструко дужа него у официрским школама, омогућавала је већу систематичност и постепеност у планирању и извођењу наставе.
Што се тиче општеобразовних предмета, у већини војних училишта предавани су математика, физика, хемија, историја (општа и национална) и руски језик. У неким училиштима додаване су и педагогија, психологија, српскохрватски, немачки, енглески и латински језик, економско-политичка географија, механика, електротехника, биологија, зоологија, ботаника и културно уздизање. Удео ових предмета у укупном програму варирао је, у просеку око 17% наставног времена.
Општевојни предмети такође су били део наставних планова. У свим училиштима изучавали су се општа тактика, настава гађања пешадијским оружјем, инжињеријска настава, топографија, служба везе, санитетска служба, фискултура, стројева правила и војна администрација. У појединим училиштима додаване су теме попут артиљерије, тенковских јединица, авијације, војне историје, војне географије, противхемијске заштите, јахања и пешадијских борбених правила. Ови предмети заузимали су у просеку 10–15% наставног времена, осим у техничким училиштима где је удео падао на 7–8%.
Политичка настава била је обавезна у свим училиштима. У прве четири године програм је обухватао око 100 тема из области НОР-а, развоја ЈА и међународних односа. Од 1949. уведени су посебни програми, укључујући Основе марксизма-лењинизма, улогу КПЈ у стварању нове Југославије, развој армије, Политичку економију, а од 1950. и Економику ФНРЈ. У просеку, политичка настава заузимала је 15–20% времена. Војностручни предмети били су главни део програма, заузимајући преосталих 50–60% наставног времена.

## Војне академије ЈА са факултетима и вишим војним академијама
По завршетку Другог светског рата, официри Југословенске армије (ЈА) упућивани су на школовање у Совјетски Савез. У периоду од 1945. до 1948. године, хиљаде југословенских официра и војника прошло је обуку у 62 совјетске војне школе, укључујући војне академије, училишта и официрске школе. Међутим, сукоб са Информбироом 1948. године онемогућио је даље школовање виших официра у СССР-у, што је довело до оснивања Војне академије ЈА у јулу 1948. године. Овај корак био је предвиђен планом развоја војног школства у Југославији који је израдио генерал Апостолски, а коначно је реализован наређењем министра народне одбране под строгим поверљивим бројем 746 од 30. јула 1948. године. У оквиру Војне академије ЈА формирано је седам факултета: 1) Општевојни факултет, 2) Факултет артиљерије, 3) Факултет инжињерије, 4) Факултет везе, 5) Факултет позадине, 6) Факултет авијације и 7) Факултет обавештајне службе. Настава за прву класу почела је 1. октобра 1948. године, али само на Општевојном факултету, док су остали факултети са радом почели 1949. године. У прву класу примљено је укупно 273 слушаоца. Иако је то био највиши ниво војног образовања у Југославији, неки слушаоци нису имали завршен ниједан разред гимназије, а 33 (12,09%) имало је само основношколско образовање.
| Бројно стање слушалаца Војне академије по факултетима и класама 1949. године | Бројно стање слушалаца Војне академије по факултетима и класама 1949. године | Бројно стање слушалаца Војне академије по факултетима и класама 1949. године | Бројно стање слушалаца Војне академије по факултетима и класама 1949. године |
| Факултет                                                                     | Класа                                                                        | Број слушалаца                                                               |                                                                              |
| ---------------------------------------------------------------------------- | ---------------------------------------------------------------------------- | ---------------------------------------------------------------------------- | ---------------------------------------------------------------------------- |
| Општевојни факултет                                                          | 1. класа                                                                     | 79                                                                           |                                                                              |
| Општевојни факултет                                                          | 2. класа                                                                     | 61                                                                           |                                                                              |
| Факултет артиљерије                                                          | 1. класа                                                                     | 42                                                                           |                                                                              |
| Факултет инжињерије                                                          | 1. класа                                                                     | 30                                                                           |                                                                              |
| Факултет везе                                                                | 1. класа                                                                     | 15                                                                           |                                                                              |
| Факултет позадине                                                            | 1. класа                                                                     | 12                                                                           |                                                                              |
| Факултет авијације                                                           | 1. класа                                                                     | 19                                                                           |                                                                              |
| Факултет обавештајне службе                                                  | 1. класа                                                                     | 15                                                                           |                                                                              |
| Укупно                                                                       |                                                                              | 273                                                                          |                                                                              |

Иако је Војна академија ЈА представљала највиши ниво војног образовања у Југославији, међу слушаоцима је било и оних са ограниченим формалним образовањем. Чак 33 слушаоца (12,09%) имало је само основношколско образовање, односно четири разреда основне школе. Структура слушалаца била је разнолика, обухватајући официре који су обављали дужности од команданта војне области до командира гардијске чете.
| Структура слушалаца према дужностима које су обављали на факултетима Војне академије ЈА у току 1949. године | Структура слушалаца према дужностима које су обављали на факултетима Војне академије ЈА у току 1949. године | Структура слушалаца према дужностима које су обављали на факултетима Војне академије ЈА у току 1949. године |
| Дужност слушалаца                                                                                           | Број | |
| --- | --- | --- |
| Командант војне области                                                                                     | 1 | |
| Команданти родова ЈА                                                                                        | 15 | |
| Главни интенданти                                                                                           | 3 | |
| Начелници управа                                                                                            | 10 | |
| Команданти дивизија                                                                                         | 11 | |
| Команданти позадине у дивизији и више                                                                       | 10 | |
| Начелници штаба у армији и корпусу                                                                          | 3 | |
| Начелници штаба у дивизији                                                                                  | 13 | |
| Команданти родова у дивизији и виши                                                                         | 14 | |
| Војни изасланици                                                                                            | 7 | |
| Начелници одељења                                                                                           | 30 | |
| Начелници одсека                                                                                            | 9 | |
| Наставници војних школа                                                                                     | 5 | |
| Команданти дивизиона                                                                                        | 2 | |
| Командири чета (из Гарде)                                                                                   | 1 | |
| У К У П Н О                                                                                                 | 273 | |

Школовање у Војној академији ЈА почело је у школској 1948/1949. години по јединственом наставном плану и програму. Од наредне године, наставни планови су прилагођени сваком факултету појединачно. Планови су обухватали идеолошко-политичке и општевојне предмете, који су били заједнички за све факултете, док су војностручни предмети били специфични за сваки факултет. Поред тога, изучаван је и низ предмета општег образовања.
Структура наставног кадра Војне академије ЈА 1949. године такође је занимљива. Стални наставни кадар бројао је 220 људи, од којих је 88 (40%) било школовано, 123 (55,91%) недовољно школовано, а 9 (4,09%) нешколовано. Општеобразовна структура наставника такође није била на високом нивоу: двоје је имало само основну школу, троје један разред гимназије, 29 двоје разреда гимназије, 28 троје разреда гимназије, 35 четворо и пет разреда гимназије, 103 шест и седам разреда гимназије, осморо са непотпуним факултетом и 12 са завршеним факултетом.
Године 1950. војна училишта су преименована у „школе за активне официре“, чиме је назив „училиште“ замењен изразом „школа“, сматраним природнијим за српскохрватски језик. Наређење заменика министра народне одбране генерал пуковника Ивана Гошњака од 29. маја 1950. године, којим се називи војно училиште замењују називом школа за активне официре. Ова промена представљала је јасан знак одступања од совјетског модела војног школства. Међутим, осим промене назива, није дошло до значајнијих измена у трајању школовања, садржају наставних планова и програма, методама наставе или другим аспектима. Након преименовања, Генералштаб ЈА је у јануару 1951, преко свог Наставног одељења, издао наређење за трансформацију школа за активне официре у војне академије. Овај пут промене нису биле само површне, већ су подразумевале дубље, квалитативне и квантитативне реформе. Две кључне измене укључивале су продужење школовања са две на три године и увођење услова да кандидати за војне академије морају имати завршено шест разреда гимназије.
Процес трансформације школа за активне официре у војне академије није се одиграо истовремено, већ је трајао од 1951. до 1955. године. Од првобитних 15 школа за активне официре, формирано је осам војних академија: Војна академија ЈНА (за официре родова), Техничка војна академија, Техничка војна академија везе техничке службе, Интендантска војна академија, Ваздухопловна војна академија, Ваздухопловно-техничка војна академија, Војнопоморска академија и Војнопоморска машинска академија. Наставила је да функционише и Школа активних санитетских официра, у којој су се обучавали лекарски и ветеринарски помоћници, као и дентисти.
Пошто су школе за активне официре 1951. године постале Војне академије, настала је потреба да се промени назив Војне академије ЈА са факултетима у Више војне академије. Систем вишег школовања официрског кадра, дограђиван је и усавршаван, па је у току 1950-их радило неколико виших војних академија: Виша војна академија ЈНА која
је формирана од Војне академије ЈА 1. фебруара 1952. и у којој су радиле Школа тактике и Школа (курс) оператике; Виша ваздухопловна војна академија, формирана од
Авијацијског факултета Војне академије ЈА 1. септембра 1952. године; Виша војнопоморска војна академија формирана 1949. године; Виша интендантска војна академија формирана од Интендантског факултета Војне академије ЈА 1. септембра 1952. године; Виша геодетска војна академија формирана 4. маја 1956; и Виша војнотехничка
академија формирана 21. маја 1958. године.
Виша војна академија ЈНА обухватала је Школу тактике и Школу оператике. У Школи тактике школовање је трајало две године, са фокусом на јединице од батаљона до дивизије, док је у Школи оператике школовање трајало годину и по, са нагласком на веће јединице као што су корпуси и армије. Упис је подразумевао полагање пријемног испита и одговарајући трупни стаж. За Школу тактике било је потребно завршити родовску школу, а за Школу оператике завршену Школу тактике, Вишу ваздухопловну или Вишу војнопоморску академију. Од 1955. године, Школа оператике прерасла је у Ратну школу, у којој су се официри оспособљавали за командовање оперативним и стратегијским саставима. До 1969. године, Ратну школу похађали су искључиво учесници Народноослободилачког рата (НОР), након чега је постала доступна и млађим официрима .
Наставни план Више војне академије ЈНА био је захтеван, али прилагођен могућностима слушалаца, са пет часова рада на академији и 5–6 часова индивидуалног рада дневно. У Школи тактике изучавали су се предмети попут опште тактике, војне историје, војне географије, топографског премеравања, страног језика, организације армије и физичке културе, уз посебну оцену за командантско путовање. Циљ је био да слушаоци у првој години стекну основе, а у другој самостално решавају задатке, израђују штабну документацију и организују борбу . У Школи оператике изучавали су се стратегија, оператика, војнообавештајна служба, стратегијска географија, историја Другог светског рата и НОБ-а, политичка настава и страни језик, при чему је 70,7% часова било посвећено оператици. Након трансформације у Ратну школу 1955, изучавало се десет предмета, укључујући стратегију, оперативну вештину, атомистику и војну историју, са нагласком на практичне задатке.
Остале више војне академије имале су програме прилагођене специфичним потребама. На пример, Виша интендантска војна академија укључивала је предмете попут војноекономске географије, интендантске опреме и економике ФНРЈ, док је Виша геодетска војна академија имала уске стручне предмете као што су геодезија, фотограметрија и астрономија. Виша ваздухопловна војна академија била је слична Школи тактике, али са предметима попут ваздухопловне тактике и навигације, док је Виша војнопоморска академија имала највише предмета (21) због трогодишњег школовања, укључујући поморску тактику и подморничарство.
Између 1951. и 1958. године, осам војних академија завршило је 1.731 питомац. Више од половине овог броја чинили су питомци Војне академије ЈНА, односно будући официри Копнене војске. Најмањи удео међу њима имали су питомци Војнопоморске машинске академије.
| Преглед класа и броја слушалаца који су завршили војне академије 1951–1958. | Преглед класа и броја слушалаца који су завршили војне академије 1951–1958. | Преглед класа и броја слушалаца који су завршили војне академије 1951–1958. | Преглед класа и броја слушалаца који су завршили војне академије 1951–1958. |
| Војна академија                                                             | Период                                                                      | Класе                                                                       | Број питомаца који је завршио школовање                                     |
| --------------------------------------------------------------------------- | --------------------------------------------------------------------------- | --------------------------------------------------------------------------- | --------------------------------------------------------------------------- |
| Војна академија ЈНА                                                         | 1951–1958                                                                   | 7–11.                                                                       | 946                                                                         |
| Војнопоморска академија                                                     | 1950–1958                                                                   | 5–10.                                                                       | 222                                                                         |
| Ваздухопловна војна академија                                               | 1952–1958                                                                   | 9–11.                                                                       | 113                                                                         |
| Ваздухопловно-техничка војна академија                                      | 1952–1958                                                                   | 5–7.                                                                        | 110                                                                         |
| Техничка војна академија                                                    | 1953–1958                                                                   | 1–3.                                                                        | 132                                                                         |
| Техничка војна академија Гране везе техничке службе                         | 1954–1958                                                                   | 1–2.                                                                        | 44                                                                          |
| Интендантска војна академија                                                | 1955–1958                                                                   | 6–8.                                                                        | 136                                                                         |
| Војнопоморска машинска академија                                            | 1955–1958                                                                   | 6–7.                                                                        | 28                                                                          |
| Укупно                                                                      |                                                                             |                                                                             | 1.731                                                                       |

Плановима је било предвиђено да се у периоду од 1951. до 1958. године обучава знатно већи број нових официра. На пример, за Војну академију ЈНА, конкурси за класе од 7. до 11. предвиђали су пријем по 400 питомаца по класи. Међутим, слаб одзив кандидата, посебно из грађанства, довео је до тога да је у 10. класи школовање започело само 206 питомаца, а у 11. класи тек 129.
Узрок слабог одзива кандидата из грађанства лежао је у бољим условима школовања и запошљавања ван војске. Могућност студирања уз стипендије, лакши живот и додатна зарада уз редовну плату били су привлачнији за младе. Насупрот томе, услови у Армији били су тежи, уз додатне препреке попут нередовног унапређења упркос испуњеним условима, бројних испита за чинове, честих премештаја која су раздвајала породице, те отежаног запошљавања чланова породице и школовања деце. Такође, масовно пензионисање официра у том периоду додатно је утицало на смањен интерес младих за војну каријеру. Надлежни у Армији сматрали су да овај низак одзив угрожава подмлађивање официрског кадра.
Због недовољног броја кандидата из грађанства, Војна академија примала је питомце из редова Армије да би попунила класе. У том процесу, неки кандидати су примани иако нису у потпуности испуњавали услове. На пример, критеријуми лекарских прегледа били су ублажени, па су неки питомци након завршетка школовања били ограничено способни и премештани на административне или друге дужности. Слаб одзив довео је и до тога да су кандидати примани из различитих средњих школа, укључујући гимназије, техничке, учитељске, економске, угоститељске, пољопривредне, медицинске, поморске, поштанске, ветеринарске, шумарске, филмске, хидрометеоролошке, туристичке, саобраћајне школе, као и геодетске и железничке техникуме. Ова разноликост у предзнању негативно се одражавала на праћење наставе, посебно из предмета као што су балистика, наука о оружју, служба везе, инжињеријско-хемијска обука, историја ратова и војна географија. Многе од ових школа нису укључивале тригонометрију и физику, неопходне за разумевање балистике, теорије гађања и техничких предмета. Стога је 1956. предложено да се убудуће примају само кандидати са завршеном гимназијом и положеном матуром, учитељском школом или средњом техничком школом, чији су програми обезбеђивали слично предзнање.
Успех питомаца Војне академије ЈНА из средњошколског периода такође је био неуједначен. Од 434 питомца 11, 12. и 13. класе, само 13 (2,99%) имало је одличан успех, 93 (21,42%) врло добар, а 26 (5,98%) довољан. Већина, 302 (69,61%), завршило је средњу школу са добрим успехом.
Национални састав питомаца у 10, 11, 12, 13. и 14. класи Војне академије ЈНА (уписаних од школске 1954/1955. до 1957/1958. године) није одражавао националну структуру становништва ФНРЈ. Од укупно 1.123 питомца, 799 (71,14%) били су Срби, 111 (9,87%) Хрвати, 40 (3,57%) Словенци, 59 (5,25%) Македонци, 101 (8,98%) Црногорци, а 13 (1,19%) остали. Слична диспропорција примећена је и у ранијим класама.
| Национални састав питомаца 10, 11, 12, 13. и 14. класе Војне академије ЈНА | Национални састав питомаца 10, 11, 12, 13. и 14. класе Војне академије ЈНА | Национални састав питомаца 10, 11, 12, 13. и 14. класе Војне академије ЈНА | Национални састав питомаца 10, 11, 12, 13. и 14. класе Војне академије ЈНА | Национални састав питомаца 10, 11, 12, 13. и 14. класе Војне академије ЈНА | Национални састав питомаца 10, 11, 12, 13. и 14. класе Војне академије ЈНА | Национални састав питомаца 10, 11, 12, 13. и 14. класе Војне академије ЈНА | Национални састав питомаца 10, 11, 12, 13. и 14. класе Војне академије ЈНА |
| Класа                                                                      | Број питомаца                                                              | Срби                                                                       | Хрвати                                                                     | Словенци                                                                   | Македонци                                                                  | Црногорци                                                                  | Остали                                                                     |
| -------------------------------------------------------------------------- | -------------------------------------------------------------------------- | -------------------------------------------------------------------------- | -------------------------------------------------------------------------- | -------------------------------------------------------------------------- | -------------------------------------------------------------------------- | -------------------------------------------------------------------------- | -------------------------------------------------------------------------- |
| 10.                                                                        | 185                                                                        | 132                                                                        | 11                                                                         | 9                                                                          | 20                                                                         | 8                                                                          | 5                                                                          |
| 11.                                                                        | 116                                                                        | 83                                                                         | 13                                                                         | 5                                                                          | 5                                                                          | 7                                                                          | 3                                                                          |
| 12.                                                                        | 222                                                                        | 160                                                                        | 15                                                                         | 2                                                                          | 6                                                                          | 37                                                                         | 2                                                                          |
| 13.                                                                        | 228                                                                        | 173                                                                        | 27                                                                         | 6                                                                          | 9                                                                          | 10                                                                         | 3                                                                          |
| 14.                                                                        | 372                                                                        | 251                                                                        | 45                                                                         | 18                                                                         | 19                                                                         | 39                                                                         | /                                                                          |
| Укупно                                                                     | 1.123                                                                      | 799                                                                        | 111                                                                        | 40                                                                         | 59                                                                         | 101                                                                        | 13                                                                         |

Основни циљ школовања на војним академијама био је оспособљавање питомаца за командовање водом, а по потреби и четом, батеријом или ескадроном, као и упознавање са тактичко-техничким карактеристикама борбене технике и задацима различитих родова и служби. Поред тога, током образовања питомци су требали стећи и опште знање неопходно савременом официру. На пример, они који су се школовали за пешадију требали су савладати практичне вештине командовања стрељачком четом у свим ситуацијама и решавање тактичких задатака до нивоа пука, док су теоријском наставом упознавани са функционисањем пешадијске дивизије.
Сви питомци, без обзира на академију, похађали су исти програм идеолошко-политичког образовања, уз мање разлике у броју часова зависно од типа академије и трајања школовања. Одлуком Политичке управе ЈНА из 1952. године, за ову област издвајано је 12% наставног времена, иако је у неким академијама проценат био већи. Општевојни предмети заузимали су 7–20%, општеобразовни 10–30% (у неким класама Војне академије ЈНА чак 42%), док је за војностручне предмете резервисано 45–60% времена.
Успех питомаца 10, 11, 12, 13. и 14. класе Војне академије ЈНА почетком 1958. године био је следећи: одличних 34 (3,02%), врло добрих 335 (29,74%), добрих 698 (62,15%), довољних 8 (0,71%) и слабих 48 (4,38%). Већина слабих оцена у 13. класи долазила је од активних подофицира Ратног ваздухопловства, који су имали недовољно предзнање из математике, страних језика и дијалектичког материјализма. У 12. класи, од 24 слабе оцене, 13 је било из војне историје. Током 1957. године, управа академије пооштрила је критеријуме, отпуштајући 7 питомаца због слабог успеха – 4 из прве и 3 из друге године.
У почетку су војна училишта и академије примале више војника и подофицира, док је број кандидата из грађанства био мањи. Од 1950. године тај однос се променио, па су подофицири примани ретко, углавном због слабог одзива из грађанства. Изузетак је била школска 1957/1958. година, када је од 945 примљених на осам академија, 477 (50,4%) било активних подофицира. Подмлађивање кадра вршено је без дугорочног плана, зависно од међународне ситуације, положаја земље и смештајних капацитета.
У периоду 1945–1958, на војна училишта и академије примљено је 14.071 питомац – 5.020 из Армије (војници и подофицири) и 9.051 из грађанства. Од 1945. до 1950. уписано је 9.627 питомаца, односно просечно 1.604 годишње, док је од 1951. до 1958. на војне академије примљено 4.444, односно 555,5 годишње. Ова разлика објашњава се већим приливом кандидата из Армије у првом периоду и блажим условима за упис из грађанства у то време.
Поставља се питање да ли је систем школовања обезбеђивао довољан број официра за мирнодопске потребе Армије. Као пример је Војну академију ЈНА, која је школовала кадар за Копнену војску, најбројнији вид Армије. Године 1956. у Копненој војсци било је 25.509 официра родова обучених на овој академији, од чега је 6.377 (24,99%) било старије од 35 година, са очекиваним одласком до 1965. Са просечним годишњим уписом од 182 питомца, за десет година могло се очекивати 1.820 нових потпоручника, што би 1965. довело до мањка од 4.557 официра у односу на 1956. Осим тога, забрињавајуће је било да би 1965. остало само 2.738 официра млађих од 35 година, што је представљало проблем за кадровску политику.
Животни услови нових потпоручника у трупи били су изузетно захтевни. Рад у свим временским условима, дежурства и узбуне чинили су њихов посао знатно тежим у поређењу са цивилним занимањима факултетски образованих лица. Плата потпоручника била је недовољна – у већим гарнизонима, 80% је одлазила на храну, остављајући мало за остале потребе. Напредовање је било условљено испитима за чинове капетана, мајора и потпуковника, пријемним и завршним испитима за апликациону школу и Вишy војну академију, као и разним курсевима. Официри су морали стално полагати испите током каријере, а према подацима из 1956, већина је могла очекивати да заврши каријеру између чина капетана I класе и потпуковника.

## Официрске школе
У наређењу под пов. бр. 312 од 16. јула 1945. године, којим се налагало оснивање официрских школа, наредбодавац је нагласио потребу за њиховим формирањем због чињенице да постојеће образовне установе, првенствено курсеви настали током НОР-а, нису могли да задовоље потребе савремене армије у мирнодопским условима. Према предлогу генерала Михаила Апостолског, слушаоци ових школа требало је да буду официри на дужностима командира и команданата до нивоа батаљона и бригаде. Школе су биле подређене командама појединих родова војске, осим Пешадијске официрске школе, која је била директно потчињена Генералштабу ЈА. Наређењем је одређено да школе почну са радом 1. новембра 1945. године, док су постојеће школе и курсеви требали бити укинути и интегрисани у новоформиране установе. Команде родова војске имале су задатак да у року од две недеље, од издавања наређења до краја јула, утврде организацију, формацију, капацитете, трајање школовања, локације, наставне планове и програме, као и остале детаље.
На основу тога, министар народне одбране ДФЈ донео је 31. јула 1945. наређење о оснивању пет официрских школа: Пешадијске официрске школе (ПОШ) у Сарајеву, Артиљеријске официрске школе (АОШ) у Загребу, Инжињеријске официрске школе (Инж. ОШ) у Шапцу, Ваздухопловне официрске школе (ВОШ) у Панчеву и Официрске школе за везу (ОШВ) у Београду. Упркос наређењу, Ваздухопловна официрска школа није формирана, али су до краја 1945. године основане друге школе: Аутомобилска официрска школа (АмОШ), Официрска школа КНОЈ-а (ОШ КНОЈ) у Београду, Противавионска артиљеријска школа (ПАОШ) у Загребу, Тенковска официрска школа (ТОШ) у Белој Цркви, Коњичка официрска школа (КОШ) у Земуну и Санитетска официрска школа (СОШ) у Београду.
Током 1945. године, школовање у официрским школама започело је са 2.487 слушалаца. У три школе – Тенковска официрска школа, Коњичка официрска школа и Санитетска официрска школа – настава није организована до краја године, па оне нису имале слушаоце. Једино је Аутомобилска официрска школа успела да у току 1945. прими две класе. Слушаоци су углавном били активни официри са чином (74,91%), затим подофицири у активној служби (14,60%), док су борци на официрским дужностима без чина чинили 10,49%. Највише слушалаца било је у Пешадијској официрској школи – 903 (36,31%), а најмање у Противавионско артиљеријској школи – 68 (2,73%).
| Класа школе                                | Слушаоци – официри | Слушаоци – подофицири | Слушаоци – борци на официрским дужностима без чина | Укупно |
| ------------------------------------------ | ------------------ | --------------------- | -------------------------------------------------- | ------ |
| 1. класа Пешадијска официрска школа        | 723                | 108                   | 72                                                 | 903    |
| 1. класа Официрска школа КНОЈ-а            | 286                | 80                    | 45                                                 | 412    |
| 1. класа Артиљеријска официрска школа      | 190                | 48                    | 45                                                 | 283    |
| 1. класа Противавионска артиљеријска школа | 60                 | 5                     | 3                                                  | 68     |
| 1. класа Официрска школа за везу           | 130                | 48                    | 32                                                 | 210    |
| 1. класа Инжињеријска официрска школа      | 208                | 57                    | 42                                                 | 307    |
| 1. и 2. класа Аутомобилска официрска школа | 266                | 17                    | 21                                                 | 304    |
| УКУПНО:                                    | 1.863              | 363                   | 261                                                | 2.487  |

У наредним годинама настављено је оснивање нових официрских школа. Током 1946. године основане су: Војнопоморска официрска школа (ВПОШ) у Дубровнику (од 1947. у Дивуљама), Официрска школа обалске артиљерије (ОШОА) у Мељинама и |Интендантска официрска школа (Инт. ОШ) у Сомбору. У 1947. години формиране су четири нове школе: Хемијска официрска школа (ХОШ) у Шапцу, Артиљеријско-техничка официрска школа (АТОШ) у Загребу, Фискултурна официрска школа (ФсОШ) у Београду и Војно-политичка официрска школа (ВПоОШ) у Београду. Године 1948, у време почетка сукоба Југославије са земљама Информбироа, основане су две школе: Финансијска официрска школа (ФОШ) у Сомбору и Ваздухопловна официрска школа (ВОШ) у Ковину, чије оснивање је било планирано још 1945. године. Током 1949. године није основана ниједна нова школа, док су 1950. године формиране: Војнопоморска стројарска официрска школа (ВПСОШ) у Дивуљама и Виша авио-техничка официрска школа (ВАТОШ) у Земуну. Године 1953. основана је Геодетска (картографска) официрска школа (ГОШ) у Београду, а 1954. и Виша техничка официрска школа (ВиТОШ).
Укупно је у првих десет година након рата основано 23 официрске школе. Кроз њих су, у периоду од 1945. до 1955. године, прошли скоро сви официри који су остали у активној служби ЈА након завршетка рата. То укључује командире водова, чета, батаљона и бригада, као и оне на другим дужностима сличног ранга у видовима, родовима и службама војске.
| Бр. | Назив школе                              | Година оснивања | Место                       | Дужина трајања школовања |
| --- | ---------------------------------------- | --------------- | --------------------------- | ------------------------ |
| 1   | Аутомобилска официрска школа             | 1945.           | Београд                     | 5–6 месеци               |
| 2   | Пешадијска официрска школа               | 1945.           | Сарајево                    | 10 месеци                |
| 3   | Официрска школа КНОЈ-а                   | 1945.           | Београд                     | 12 месеци                |
| 4   | Артиљеријска официрска школа             | 1945.           | Загреб                      | 14 месеци                |
| 5   | Противавионска официрска школа           | 1945.           | Загреб                      | 13 месеци                |
| 6   | Официрска школа за везу                  | 1945.           | Београд                     | 13 месеци                |
| 7   | Тенковска официрска школа                | 1945.           | Бела Црква                  | 11 месеци                |
| 8   | Инжињеријска официрска школа             | 1945.           | Шабац                       | 11 месеци                |
| 9   | Коњичка официрска школа                  | 1945.           | Земун                       | 4,5 месеци               |
| 10  | Санитетска официрска школа               | 1945.           | —                           | —                        |
| 11  | Војнопоморска официрска школа            | 1946.           | Дубровник (од 1947. Дивуље) | 12–24 месеца             |
| 12  | Официрска школа обалске артиљерије       | 1946.           | Мељине                      | 9 месеци                 |
| 13  | Интендантска официрска школа             | 1946.           | Сомбор                      | 12 месеци                |
| 14  | Хемијска официрска школа                 | 1947.           | Шабац                       | 10 месеци                |
| 15  | Артиљеријско-техничка официрска школа    | 1947.           | Загреб                      | 12–18 месеци             |
| 16  | Фискултурна официрска школа              | 1947.           | Београд                     | 12 месеци                |
| 17  | Војно-политичка официрска школа          | 1947.           | Београд                     | 5 месеци                 |
| 18  | Финансијска официрска школа              | 1948.           | Сомбор                      | 10,5 месеци              |
| 19  | Ваздухопловна официрска школа            | 1948.           | Ковин                       | 12 месеци                |
| 20  | Војнопоморска стројарска официрска школа | 1950.           | Дивуље                      | 24 месеца                |
| 21  | Виша авио-техничка официрска школа       | 1950.           | Земун                       | 24 месеца                |
| 22  | Геодетска (картографска) официрска школа | 1953.           | Београд                     | 11 месеци                |
| 23  | Виша техничка официрска школа            | 1954.           | —                           | 24 месеца                |

Официрске школе су организовале и низ курсева за своје слушаоце, који су представљали обуку за различите нивое дужности или специјалности у оквиру видова, родова и служби војске. Неке школе су имале посебне програме за физички слабије официре. На пример, у Пешадијској официрској школи, прва класа укључивала је курсеве за командире водова, чета, батаљона, бригада и штабно особље. Слично је било у Артиљеријској официрској школи, где су постојали курсеви за штабно особље, команданте пукова, дивизиона, батерија и водова.
Генералштаб ЈА, односно његово Наставно одељење, имао је ограничен утицај на израду почетних наставних планова и програма ових школа. Кључну улогу играле су команде видова, родова и служби, уз снажан утицај искустава Црвене армије. То је резултирало наставним програмима усмереним на практичне и родовске вештине, често занемарујући опште образовање и општевојне предмете. Наставни планови су се често мењали, па је ретко која класа завршавала школовање по истом програму, а промене су се дешавале чак и током школовања једне генерације.
Предмети општег образовања били су део наставе у свим школама, иако без јединственог стандарда. Слушаоци су изучавали предмете попут српскохрватског језика, математике, физике, географије, руског или другог страног језика, политичке економије, технике, историје, правне наставе и бонтона, при чему је број предмета варирао од једног до шест. Удео времена за опште образовање кретао се од 2,77% у трећој класи Пешадијске официрске школе до 17,4% у Војнопоморско официрској школи и Војнопоморско стројарској официрској школи. У просеку је око 10% времена било посвећено овим предметима, што је било недовољно с обзиром на низак ниво образованости слушалаца. Овај недостатак делимично је надокнађиван вечерњим гимназијама и курсевима у јединицама.
Општевојни предмети такође нису имали јединствен стандард, али су били присутни у свим школама. Обухватали су општу тактику, стрељачку обуку, топографију, стројеву обуку, фискултуру, војна правила, инжињеријску наставу, противхемијску заштиту и службу везе, уз додатне предмете попут санитетске службе, историје ратова, војне географије и јахања у неким школама.
Војностручни предмети били су централни део наставних програма свих школа и сматрани су примарним због утицаја команди видова, родова и служби. Њихов садржај био је добро осмишљен, а удео времена кретао се од 50 до 80% у већини школа. Политичка настава такође је заузимала значајан део, у просеку око 15%, с тим да је у трећој класи Пешадијске официрске школе достигла 22,03%.
Официрске школе имале су за циљ обучавање постојећег официрског кадра из рата, па су биле привремене природе, функционишући док сви нижи официри не прођу основну теоријску обуку. Прве школе угашене су 1948, а већина је престала са радом између 1953. и 1956. Оне су одиграле кључну улогу у развоју војношколског система ДФЈ. Кроз њих је прошло преко 35.000 официра, који су постали основа ЈА. Ови официри, са ратним искуством и стеченим теоријским знањем, били су носиоци изградње армије, истичући се оданошћу принципима НОР-а и револуције, како је забележио генерал Драго Николић. На тај начин испуњен је циљ Политичке управе да се школује одан и проверен кадар.
| Официрска школа                             | Последња класа | Завршетак школовања |
| ------------------------------------------- | -------------- | ------------------- |
| Официрска школа КНОЈ                        | 3. класа       | 15. 07. 1948.       |
| Официрска школа обалске артиљерије          | 2. класа       | 01. 11. 1948.       |
| Војно-политичка официрска школа             | 3. класа       | 01. 08. 1950.       |
| Хемијска официрска школа                    | 4. класа       | 31. 03. 1953.       |
| Интендантска официрска школа                | 7. класа       | 01. 09. 1953.       |
| Артиљеријско-техничка официрска школа       | 5. класа       | 31. 10. 1953.       |
| Аутомобилска официрска школа                | 9. класа       | 01. 03. 1954.       |
| Противавионска артиљеријска официрска школа | 7. класа       | 01. 06. 1954.       |
| Коњичка официрска школа                     | 7. класа       | 30. 06. 1954.       |
| Официрска школа за везу                     | 6. класа       | 01. 11. 1954.       |
| Финансијска официрска школа                 | 7. класа       | 15. 08. 1955.       |
| Фискултурна официрска школа                 | 4. класа       | 20. 08. 1955.       |
| Тенковска официрска школа                   | 8. класа       | 01. 09. 1955.       |
| Пешадијска официрска школа                  | 11. класа      | 11. 09. 1955.       |
| Ваздухопловна официрска школа               | 7. класа       | 01. 05. 1956.       |
| Инжињеријска официрска школа                | 8. класа       | 05. 06. 1956.       |
| Војнопоморска стројарска официрска школа    | 5. класа       | 30. 07. 1956.       |
| Артиљеријска официрска школа                | 10. класа      | 31. 08. 1956.       |
| Геодетска официрска школа                   | 2. класа       | 31. 08. 1956.       |
| Виша техничка официрска школа               | 3. класа       | 31. 07. 1957.       |
| Војнопоморска официрска школа               | 12. класа      | 31. 05. 1958.       |
| Виша авио-техничка официрска школа          | 8. класа       | 01. 09. 1960.       |

## Школе за резервне официре
Прве школе за резервне официре (ШРО) основане су 1945. године, укупно 14, према родовима и службама, углавном у саставу официрских школа и војних училишта. Изузетак је било школовање резервних официра пешадије, организовано у шест наставних јединица (батаљона) при командама армија. Школовање је првобитно трајало 11 месеци, али је због убрзаног пријема нових класа скраћено на 9 месеци. Кандидати су требали имати завршена четири разреда гимназије, мада многи нису испуњавали овај услов. Крајем 1947, због недостатка простора у официрским школама, Персонална управа ЈНА наредила је да се нове класе примају у наставне јединице при командама дивизија и бригада. Ипак, део се школовао у ШРО или комбинацијом оба приступа, што је трајало до 1950.
Године 1951, војни врх је закључио да ШРО треба формирати уз официрске школе, школе за активне официре или новоосноване школске центре, где год услови дозвољавају. Анализа је показала да ШРО у оквиру војних школа обезбеђују квалитетније резервне официре, па је одлучено да се постепено укину наставне јединице (батаљони), а ШРО преселе у школске центре. Међутим, смештајни капацитети неких центара спречавали су потпуну примену, па су неке ШРО остале самосталне. Услови за пријем су пооштрени, захтевајући минимум шест разреда гимназије. Питомци су након школовања позивани на двомесечну војну вежбу у трупи, а успешним завршетком унапређивани у резервне потпоручнике. Током 1952, из 19 ШРО произведено је преко 8.500 резервних официра.
Реорганизација ШРО уследила је 1956. након анализе, која је показала да двомесечна вежба није довољна за припрему резервних официра за дужности у трупи, посебно ратне, што је њихова примарна сврха (отуда назив „ратни официри“). Уведен је комбиновани систем за 1956/1957: 12 месеци школовања подељено на шест месеци у ШРО и шест месеци стажирања на одговарајућим дужностима у јединицама. Ово је удвостручило капацитете, омогућавајући две класе годишње. Након успешно завршеног стажа, питомци су се могли унапређивати у чин резервног потпоручника, док су они који нису завршили школовање и стаж, према Закону о ЈНА из 1955, остајали резервни подофицири, решавајући тако и део потреба за подофицирима.
Били су утврђени и заједнички предмети који су били обавезни за све ШРО. Били су то: политичка настава (66 часова), телесно васпитање (44), топографија (44), стројева обука
(40), пешадијско наоружање и настава гађања (40), АБХО (44), правила и прописи (15) и санитетска служба (6). Укупно 299 часова намењених за општевојне предмете или 37,34% од
укупног наставног времена за које је било предвиђено 800 часова. Касније је додат предмет обавештајна служба (9 часова).

## Подофицирске школе
Подофицири играју кључну улогу у савременим армијама као непосредни сарадници војника и „први помоћници официра“, битни за руковођење и командовање у миру и рату. Због тога је њихов избор, обука и усавршавање од великог значаја. У лето 1945, министар народне одбране ДФЈ, Јосип Броз Тито, наредио је оснивање подофицирских школа у трупним јединицама за родове: пешадију, артиљерију, тенковске и механизоване јединице, и коњицу (по бригадама); везу (по батаљонима у стрељачким дивизијама, армијским бригадама и самосталним јединицама); те инжињерију (по батаљонима стрељачких дивизија, армијским и самосталним бригадама под Командом инжињерије). Подофицирске школе у ваздухопловству већ су постојале, а овим наређењем потврђен је њихов рад и дате смернице. Међу њима је и Ваздухопловна подофицирска школа (ВПШ), која је у фебруару 1945. године прмила прву класу из ваздухопловних омладинских батаљона, који су били стационирани у Белој Цркви. Основана је по узору на Ваздухопловну подофицирску школу из Ваздухпловства Краљевине Југославије, са истом наменом и сличним наставним планом и програмом. Школовање је отпочело по двогодишњем наставном плану и програму (НПП) из два дела. По завршетку првог дела НПП (опште и општевојно образовањ) питомци су селектирани по смеровима и специјалностима: одабрани кандидати за пилоте упућивани су у Пилотску школу, а остали су настављали школовањ у Ваздухопловно подофицрску школу, осим саобраћајног смера, који је нешто касније упућен у Ваздухопловну саобраћајну школу.
Школама је управљао штаб бригаде или батаљона, као стални орган са посебним формацијским саставом, наоружањем, материјалним средствима и смештајем. Делиле су се на водове према специјалностима слушалаца, који су бирани међу најбољим регрутима месец дана након почетка обуке, уз усклађивање броја са формацијским местима. До пријема регрута, школе су усавршавале постојеће подофицире. Обука је трајала 10 месеци (9 за наставу, 1 за испите).
У септембру 1945. одлука је промењена, па су уместо Подофицирских школа уведени подофицирски курсеви са циљем оспособљавања слушалаца у морално-политичком и војностручном смислу за вођење јединица, наставу и дужности у миру и рату. Изучавало се 11 предмета: политичка настава, тактичко-борбена обука, пешадијско наоружање и гађање, стројева обука и фискултура, правила службе, топографија, хемијска служба, служба везе, администрација и санитетска служба. Курсеви су организовани при дивизијама, бригадама и пуковима за пешадију, артиљерију, коњицу, инжињерију, везу, тенкисте и позадину, трајући до почетка 1950-их.
Године 1951. одлучено је да се 1952. формирају двогодишње подофицирске школе за активни кадар у свим родовима и службама, да се постојећи подофицири са ниским нивоом школованости усаврше кроз сталне курсеве, и да се расформирају наставне јединице за резервне подофицире, чија би обука била премештена на курсеве у јединицама, а у ваздухопловству и морнарици у школске центре. Овај план је реализован наређењем Генералштаба ЈНА од 26. априла 1952, којим су основане школе за пешадију, артиљерију, противавионску артиљерију, инжињерију-хемију, тенкисте, пилоте, аутомобилску службу и везу, уз касније додате Санитетску, Техничку и школу везе техничке службе. Раније су постојале војномузичка, ваздухопловно-механичарска, машинска, бродарска и школа ваздухопловних специјалиста – укупно 16 школа. Услови за пријем захтевали су три разреда гимназије или занат (два разреда за пешадијску и аутомобилску школу), а од 1956, након реформе, осмогодишњу школу.
До краја периода (1958), неке школе су мењале трајање: Пилотска школа на три године 1954, Ваздухопловно-механичарска и школа ваздухопловних специјалиста 1955, док су родовске школе КоВ задржале две године. Године 1957. одлучено је да се прекине упис у Пилотску школу, која је затворена 1959. након 5. класе. Наставни планови варирали су због различитог трајања и типа школа, али су имали заједничке елементе: политичко образовање (12% времена), општеобразовни предмети (15–20%), општевојни предмети (10% и војностручни предмети (50–60%).
| Преглед класа и број слушалаца који су завршили подофицирске школе од 1951. до 1958. године | Преглед класа и број слушалаца који су завршили подофицирске школе од 1951. до 1958. године | Преглед класа и број слушалаца који су завршили подофицирске школе од 1951. до 1958. године | Преглед класа и број слушалаца који су завршили подофицирске школе од 1951. до 1958. године | Преглед класа и број слушалаца који су завршили подофицирске школе од 1951. до 1958. године |
| Назив школе                                                                                 | Период рада                                                                                 | Број класа                                                                                  | Број питомаца који су завршили школовање                                                    | Напомена                                                                                    |
| ------------------------------------------------------------------------------------------- | ------------------------------------------------------------------------------------------- | ------------------------------------------------------------------------------------------- | ------------------------------------------------------------------------------------------- | ------------------------------------------------------------------------------------------- |
| Пешадијска ПШ                                                                               | 1952–1958                                                                                   | 5                                                                                           | 2.504                                                                                       |                                                                                             |
| Артиљеријска ПШ                                                                             | 1952–1958                                                                                   | 5                                                                                           | 1.603                                                                                       | У АПШ су се школовали и питомци за ПАА                                                      |
| Тенковска ПШ                                                                                | 1952–1958                                                                                   | 5                                                                                           | 377                                                                                         |                                                                                             |
| Инжињеријска ПШ                                                                             | 1952–1958                                                                                   | 5                                                                                           | 762                                                                                         | У Инж. ПШ школовани су и питомци за ПХЗ (1. класа)                                          |
| ПШ везе                                                                                     | 1952–1958                                                                                   | 5                                                                                           | 667                                                                                         |                                                                                             |
| Техничка подофицирска школа гране везе техничке службе                                      | 1955–1958                                                                                   | 4                                                                                           | 94                                                                                          | Трајала 3 године                                                                            |
| ПШ АБХО                                                                                     | 1954–1958                                                                                   | 3                                                                                           | 75                                                                                          |                                                                                             |
| Санитетска ПШ                                                                               | 1952–1958                                                                                   | 5                                                                                           | 470                                                                                         |                                                                                             |
| Техничка ПШ                                                                                 | 1952–1958                                                                                   | 5                                                                                           | 850                                                                                         | Почела као Аутомобилска подофицирска школа                                                  |
| Саобраћајна ПШ                                                                              | 1957–1959                                                                                   | 1.                                                                                          | 21                                                                                          |                                                                                             |
| Војномузичка школа                                                                          | 1948–1958                                                                                   | 5–9.                                                                                        | 377                                                                                         | Трајала 4 године                                                                            |
| Ваздухопловномеханичарска ПШ                                                                | 1950–1958                                                                                   | 6–11.                                                                                       | 2.052                                                                                       | Школовање 11. класе трајало 3 године                                                        |
| Ваздухопловна ПШ специјалиста                                                               | 1950–1958                                                                                   | 6–11.                                                                                       | 1.092                                                                                       | Школовање 11. класе трајало 3 године                                                        |
| Пилотска ПШ                                                                                 | 1952–1958                                                                                   | 1–4.                                                                                        | 267                                                                                         | Школовање од 3. класе трајало 3 године                                                      |
| Машинска ПШ                                                                                 | 1950–1958                                                                                   | 1–6.                                                                                        | 999                                                                                         | Школовање трајало 3 године                                                                  |
| Бродарска ПШ                                                                                | 1950–1958                                                                                   | 1–6.                                                                                        | 912                                                                                         | Школовање трајало 3 године                                                                  |
| У К У П Н О                                                                                 | У К У П Н О                                                                                 | У К У П Н О                                                                                 | 13.122                                                                                      |                                                                                             |

Сећања питомаца подофицирских школа су ретка и драгоцена, откривајући атмосферу коју званични извештаји не преносе. Коста Бојовић описује први сусрет са војском у Пилотској подофицирској школи у Мостару: путовање возом, дочек војне полиције, шишање, купање и задуживање униформе – од белих гаћа до титовке и цокула. Обука је почела теоријом (правила службе, стројева обука), а након заклетве уведени су стручни предмети (аеродинамика, навигација, метеорологија, авион и мотор) и тактичка обука. Прва селекција одвојила је део питомаца у друге јединице, док су остали наставили ваздухопловну обуку, укључујући скокове падобраном. После првог полугодишта, друга селекција и прелазак на аеродром донели су бољу храну и летачку опрему.
На аеродрому је почела летачка обука на Аеро-2, прво са наставником, затим самостално, уз емоције од страха до радости. Несреће су обележиле обуку – погинули су питомци Милан Лазаревић и Михаило Кликовац. У другој години, обука на Утва 213 донела је три удеса без жртава, а потом је класа прешла у Пулу за борбену обуку на авионима УЈак-9, Јак-9П, Јак-3 и С-49Ц. Преко 50 удеса однело је неколико живота. Завршни испит на С-49Ц преживело је око 60 од 130 питомаца.

## Школе за усавршавање официра
Оснивањем Војне академије ЈА са факултетима 1948. године, заокружен је систем војног школства у Југославији, како га је замислио Михаило Апостолски у свом реферату из 1945. Међутим, надлежни су уочили да између војних училишта и нове академије недостаје међустепен практичног школовања за официре у родовима и службама, посебно за дужности командира чете/батерије и команданта батаљона/дивизиона. Након дискусија, одлучено је да се тај јаз попуни оснивањем апликационих школа.
Прва је основана Артиљеријска школа гађања у септембру 1950. Године 1951. формиране су Противавионска школа гађања, Инжињеријска апликациона школа, Школа тенковских командира, Школа пешадијских командира и Школа командира везе. Током 1952. додате су Хемијска апликациона школа и Школа јахања у Коњичком школском центру, а 1954. установљена је Школа за усавршавање официра техничке службе. Током 1950-их, сви видови, родови и службе развили су своје школе за усавршавање.
Иако су ове школе покривале све родове и службе, нису биле системски дефинисане – није било јасно да ли су намењене редовном школовању или усавршавању, нити где се уклапају у војношколски систем. Многи су их сматрали „хибридним производом“, резултатом недовољне повезаности између војних и виших војних академија. Циљ им је био попуњавање празнина у знању официра и дидактичко-методичко оспособљавање за војностручну обуку војника и јединица.
Генералштаб ЈНА је 1956. анализирао рад апликационих школа, уочивши понављање градива са војних академија и могућност скраћивања школовања (са две на око годину дана). Такође је закључено да су школе биле усмерене на мирнодопске потребе, а мање на ратне дужности. Наставно одељење Генералштаба донело је одлуке да се школовање преусмери на припрему за ратне дужности, методичко оспособљавање интегрише кроз „показну методу“ без додатног времена, повећа пажња техничком образовању, кандидати бирају без конкурса, уведе завршни испит, школовање подели на три шестомесечна течаја уместо два, и да се преименују у школе за усавршавање официра.
Иако су првобитно биле намењене командирима чета/батерија и командантима батаљона/дивизиона, школе су прошириле делокруг. Уведени су виши течајеви за више дужности. На пример, Артиљеријска школа гађања (АШГ) подељена је на нижи и виши течај, оба трајања годину дана. Нижи течај оспособљавао је официре за командовање батеријом и дивизионом, углавном поручнике за дужност командира батерије, али и оне на дужностима командира дивизиона или начелника артиљерије пешадијског пука, независно од чина. Официри са одличним или врло добрим успехом из двогодишње Артиљеријске официрске школе или 18-месечне ПА школе могли су похађати само практични курс од 3–4 месеца. Пријемни испит био је обавезан, а два неуспеха могла су довести до смене или демобилизације. Од 1953, Управа артиљерије покренула је виши течај за команданте артиљеријских пукова и више штабне позиције, уз услов завршеног нижег течаја и пожељно Више војне академије (Школа тактике или оператике).
Слично је било у школама за пешадију и везу. Школа пешадијских командира имала је течајеве за командире чета и команданте батаљона, а од 1955. тромесечни курс за команданте и начелнике штабова пукова. Након 1956, уведена су три течаја: командир чете, командант батаљона и командант пука. Апликациона школа за везу подељена је на нижи течај (командири чета и команданти батаљона) и виши течај (команданти пукова везе, начелници везе дивизија, корпуса и војних области). До 1955, нижи течај завршили су готово сви командири чета и батаљона везе (осим последње две класе Официрске школе везе), а виши течај сви команданти пукова везе, начелници везе војних области и корпуса, део начелника дивизија, као и неки официри из Управе везе и школа везе. Усавршавање техничке службе везе вршено је кроз технички течај.

## Школски центри
Током 1951. године, анализа војношколског система довела је до одлуке о оснивању школских центара. Генералштаб ЈНА навео је кључне разлоге: уједначавање приступа и решења у школовању кадра једног вида, рода или службе; ефикасније коришћење наставног кадра са мањим бројем, али квалитетнијих наставника; спајање и рационализација командних и наставничких дужности; боља употреба постојећих и изградња нових наставних објеката и помагала; те лакше руковођење школама кроз боље планирање, увид, контролу и усмеравање.
Током 1950-их основан је низ школских центара. Први, Интендантско-финансијски школски центар, формиран је 1950. у Требињу. Године 1951. настали су: Пешадијски школски центар у Сарајеву, Противавионски школски центар у Загребу, Тенковски школски центар у Бањалуци, Инжињеријско-хемијски школски центар у Карловцу, Аутомобилски школски центар у Илирској Бистрици, Фискултурни центар у Београду, Радарски центар у Београду и Војнопоморски школски центар у Дивуљама. Током 1952. основани су: Коњички школски центар у Вршцу, два артиљеријска центра (Загреб и Ћуприја), Школски центар везе у Шкофјој Локи, Ветеринарски школски центар у Љубљани и Ваздухопловни школски центар у Мостару. Године 1953. додато је пет центара: Технички школски центар у Загребу, Хемијски (АБХО) школски центар у Крушевцу, Ваздухопловно-технички школски центар у Рајловцу, Стручни школски центар ЈМ у Пули и Ваздухопловни школски центар везе у Краљеву. До краја периода (1958), формирани су: Летачки школски центар у Мостару и Школски центар за телесно васпитање ЈНА у Београду (1954), Машински школски центар Ратне морнарице у Пули (1956) и Саобраћајни школски центар (1957), развијен из Аутомобилског центра. Систем школских центара остао је на снази до распада СФРЈ.
Школски центри обједињавали су све школе за одређени вид, род или службу. На пример, Школски центар везе ЈНА укључивао је официрску школу, школу активних официра, апликациону школу, подофицирску школу везе и школски батаљон. Ово је омогућавало лакшу контролу командe вида, рода или службе. Такође, питомци Војне академије ЈНА трећу годину студија проводили су у школским центрима, стичући практична знања.

## Школовање у Совјетском Савезу (1944–1948)
Током Другог светског рата, Врховни штаб НОВ и ПОЈ увидео је потребу за школованим старешинским кадром да би створио модерну армију. Пошто 1944. нису постојали услови за обуку у сопственим школама, одлучено је да се борци и официри упуте у савезничке земље, при чему се Совјетски Савез наметнуо као логичан избор због политичке и идеолошке блискости. Преговори су почели доласком југословенске војне мисије у Москву априла 1944, о чему је генерал Велимир Терзић извештавао Јосипа Броза Тита. Совјети су одобрили оснивање наставних центара за ваздухопловство, тенкисте и радио-телеграфисте, док је пешадијско-артиљеријски центар већ постојао. До краја маја 1944, сва четири центра почела су са радом, обучавајући 407 бораца, а не официра. Терзић је истакао проблем недостатка кадрова из Југославије.
Лета 1944, Терзић је започео преговоре о школовању официра, што је Совјетски Савез прихватио. Договорено је да се упути: 15 официра у Вишу војну академију, 20 у Вишу артиљеријску академију, 40 у Вишу војну школу за извиђање, 50 у Војну школу оперативних радиста и 30 у Школу за обуку органа државне безбедности. Због одлагања, Терзић је инсистирао на бржем слању. Прва група од 23 официра стигла је 27. новембра 1944. у Школу државне безбедности, шесторица почетком децембра, а 15 за Вишу војну академију средином децембра. Остали су вероватно стигли до краја године. Истовремено, око 600 Југословена школовано је у ваздухопловним училиштима у Грозном, Краснодару, Енгелсу и Внукову. Према телеграму који је Јосип Броз Тито упутио совјетској влади и Јосифу Стаљину 23. октобра 1944, у СССР-у је у том тренутку школовано око 600 југословенских војних кадрова. Тито је, међутим, нагласио да тај број није довољан за потребе НОВЈ. Као одговор на ове захтеве, совјетска влада је у наредним месецима одобрила пријем око 2.000 југословенских војних курсиста у совјетске војне школе.
Фебруара 1945, Совјети су одобрили пријем до 2.500 слушалаца. Штаб ваздухопловства ЈА планирао је да до маја упути 1.300, а од 16. априла до 6. маја 1945. послато је 1.120 у 13 ваздухопловних школа (Харков, Лењинград, Москва, Краснодар, Чкалов, Енгелс), укључујући 200 пилота, 125 ваздухопловно-техничких официра и 795 авиомеханичара. У исто време, 190 официра коњице, инжињерије, оклопних јединица и артиљерије такође је послато. Како се крај рата приближавао, интересовање југословенских официра за школовање у СССР-у је расло. До почетка априла 1945, на совјетским војним академијама, училиштима и другим војним школама налазило се 3.126 југословенских војних лица. У периоду од марта до маја исте године, у ове установе примљено је 2.511 нових полазника. Непосредно након завршетка Другог светског рата, кадрови Југословенске армије наставили су обуку у 34 више и средње војне школе у Совјетском Савезу.
Иако је рат завршен и Југославија развила сопствене школе, школовање у Совјетском Савезу настављено је. Септембра 1945, основан је Штаб за прикупљање и одашиљање слушалаца, предвођен генералом Павлом Јакшићем и потпуковником Слободаном Радуловићем, уз представнике различитих команди и одељења. Штаб је бирао кандидате, организовао смештај, исхрану, лекарске прегледе и спискове за школе. Слушаоци за академије Ворошилов и Фрунзе прикупљани су у Београду, за друге академије у Новом Саду, а остали у зони Треће армије, уз политичку наставу до поласка. Већина је отишла марта и априла 1946, а слање је трајало до 19. фебруара 1948, када је Политбиро ЦК КПЈ обуставио програм.
Историчар Мирослав Перишић сматра да је Совјетски Савез желео да обликује Југословенску армију, осигура идеолошку и стручну усклађеност са Црвеном армијом, наметне своје војне концепте, потврди подређеност Југославије и спречи западни утицај. Број слушалаца варира по изворима: за 1945, југословенски подаци наводе 1.696, а совјетски 2.300–3.126. Историјат персоналне службе ЈА за 1948. бележи 5.135 слушалаца (3.696 официра, 1.439 подофицира), укључујући и оне из 1944. Од октобра 1945. до фебруара 1948, послато је 1.897 слушалаца, а у септембру 1945. и 90 дечака (9–12 година) у Суворовске школе.
| Војна академија, училиште, школа или курс                    | Година почетка школовања | Број слушалаца |
| ------------------------------------------------------------ | ------------------------ | -------------- |
| Виша Војна академија „Ворошилов“, Москва                     | 1946.                    | 15             |
| Пешадијско војно училиште, Одеса                             | 1946.                    | 190            |
| Тенковска академија „Стаљин“, Москва                         | 1946.                    | 20             |
| Тенковско-техничко училиште, Кијев                           | 1946.                    | 68             |
| Војно училиште самоходне артиљерије „Фрунзе“, Кијев          | 1946.                    | 18             |
| Тенковско-техничко училиште, Проскуров                       | 1946.                    | 93             |
| Више војнопоморско училиште „Фрунзе“, Лењинград              | 1946.                    | 26             |
| Војнопоморска академија „Ворошилов“, Лењинград               | 1946.                    | 5              |
| Више војнопоморско-техничко училиште „Ђержински“, Лењинград  | 1947.                    | 24             |
| Војна академија „Фрунзе“, Москва                             | 1947., 1948.             | 10, 23         |
| Техничко училиште за пешадијско наоружање, Тула              | 1947.                    | 23             |
| Војно-поморска академија „Крилов“, Лењинград                 | 1947.                    | 5              |
| Више војнопоморско инжињеријско-техничко училиште, Лењинград | 1947.                    | 5              |
| Општа војнопоморска академија                                | 1946.                    | 28             |
| Машинска официрска школа                                     | 1945.                    | 5              |
| Школа за радио-техничку грану инжињеријских конструктора     | 1945.                    | 1              |
| Школа бродограђевно-конструкционалне гране                   | 1945.                    | 4              |
| Школа за електротехничку грану                               | 1945.                    | 5              |
| Ваздухопловна академија, Монин                               | 1946.                    | 12             |
| Ваздухопловно-инжињерска академија „Жуковски“, Москва        | 1946.                    | 5              |
| Авио училиште „М. Росковој“, Енгелс                          | 1946.                    | 40             |
| Авио училиште, Армавир                                       | 1946.                    | 26             |
| Прво московско авио училиште везе                            | 1945., 1946.             | 17, 46         |
| Авио-техничко училиште, Харков                               | 1946., 1947.             | 18, 27         |
| Авио-техничко училиште везе, Харков                          | 1946., 1947.             | 7, 19          |
| Друга московска авио-техничка школа                          | 1947.                    | 49             |
| Училиште авио-механичара пиротехничара, Молотов              | 1946., 1947.             | 11, 10         |
| Друго лењинградско авио-техничко училиште, Рига              | 1947.                    | 13             |
| Техничка ваздухопловна школа за специјалисте обрушавања      | 1945.                    | 14             |
| Курс за ваздухопловно-техничке официре                       | 1946.                    | 52             |
| Инжињеријска академија „Кујбишев“, Москва                    | 1946., 1948.             | 9, 8           |
| Више војно инжињеријско училиште „Жданов“, Лењинград         | 1946., 1947.             | 96, 19         |
| Коњичко училиште, Кирсанов                                   | 1945., 1947.             | 24, 9          |
| Електротехничка академија „Буђони“, Лењинград                | 1946.                    | 20             |
| Војно училиште везе, Кијев                                   | 1946.                    | 95             |
| Војно училиште везе, Лењинград                               | 1946.                    | 14             |
| Војномедицинска академија „Киров“, Лењинград                 | 1946.                    | 26             |
| Војно-топографско училиште, Лењинград                        | 1946.                    | 6              |
| Војно-транспортна академија „Каганович“, Лењинград           | 1946.                    | 4              |
| Саобраћајно училиште, Лењинград                              | 1946., 1947.             | 5, 33          |
| Војнохемијско училиште, Кострома                             | 1946., 1947.             | 14, 38         |
| Академија позадине и снабдевања „Молотов“, Калињинград       | 1946.                    | 12             |
| Виша официрска интендантска школа, Лењинград                 | 1946., 1947.             | 19, 5          |
| Артиљеријска академија „Ђержински“, Москва                   | 1946.                    | 24             |
| Прво кијевско артиљеријско училиште „Киров“, Кијев           | 1946.                    | 51             |
| Артиљеријско-техничко училиште ПА артиљерије, Лењинград      | 1946., 1947.             | 7, 22          |
| Друго лењинградско артиљеријско училиште                     | 1946.                    | 22             |
| Лењинградско артиљеријско-техничко училиште                  | 1946.                    | 34             |
| Артиљеријско училиште „Фрунзе“, Одеса                        | 1946.                    | 13             |
| Артиљеријско училиште обалске одбране                        | 1947.                    | 31             |
| Артиљеријско училиште, Рзјањ                                 | 1947.                    | 31             |
| Артиљеријско училиште противтенковске артиљерије, Харков     | 1946.                    | 13             |
| Артиљеријско-техничко училиште, Тамбов                       | 1946.                    | 26             |
| Училиште ПА артиљерије, Житомир                              | 1946.                    | 18             |
| Официрски курс артиљеријско-техничке службе, Тула            | 1946.                    | 10             |
| Пуковско-бацачки курс                                        | 1946.                    | 24             |
| Артиљеријски курс, Лењинград                                 | 1946.                    | 30             |
| Курс за корпусну артиљерију                                  | 1946.                    | 28             |
| Виша војнополитичка академија „Лењин“                        | 1946., 1948.             | 47, 5          |
| Војно-финансијско училиште, Димитров                         | 1947.                    | 3              |
| Војно-ветеринарско училиште, Омск                            | 1947.                    | 27             |
| Главна школа народне милиције, Москва                        | 1946.                    | 41             |
| Укупно                                                       |                          | 1.897          |

Селекција југословенских слушалаца за школовање у СССР-у изазвала је многе проблеме. Борис Зихерл је у извештају ЦК КПЈ ову селекцију назвао „криминалном лакомисленошћу“ због ниског нивоа образовања многих официра, што им је отежавало праћење наставе. Пре свега, велики број југословенских официра који је 1945. године кренуо на школовање у СССР није поседовао потребан ниво образовања, који би им омогућио да несметано прате наставу. Међу слушаоцима су били стари партизани са слабим образовањем, али политички поуздани, и они придружени пред крај рата, често са бољим образовањем, али сматрани политички несигурним, укључујући бивше припаднике непријатељских војски. Совјети су упозоравали на могуће англо-америчке агенте, захтевајући само проверене партијце. Оштри климатски услови, лоша исхрана и хигијена довели су до 400 болесних крајем 1945, од којих је 60 враћено у Југославију.
Илузије о СССР-у брзо су се распршиле, како је Милија Станишић забележио: слушаоци су изгубили идиличну слику о земљи. Совјетски официри су се према њима односили арогантно и са презиром, не показујући разумевање за југословенску револуционарну борбу.; Проблеми су укључивали и женидбе Југословена са Рускињама, на шта је Зихлер упозоравао 1945. До јула 1947, Пуниша Перовић је известио да већина официра живи са Рускињама, предлажући забрану бракова са иностранкама, што је касније утицало на одлуке неких да остану у СССР-у након Резолуције Информбироа.
Слушаоци су били изоловани: контакти са југословенском војном мисијом и опуномоћеником ЦК КПЈ у Москви били су под строгом контролом. Извештаји партијских повереника пролазили су кроз политичка одељења училишта, Црвену армију и ЦК СКП(б), стижући са закашњењем или никако. Илија Дошен је 1946. примао извештаје од само 26 од 65 повереника. Совјети су блокирали контра-писма и отежавали посете опуномоћеника, захтевајући дозволе Генералштаба. Нека училишта нису ни посетили. Писма породицама била су онемогућена, остављајући слушаоце без вести и до годину дана.
Информисање путем штампе било је нередовно; новине и књиге из Југославије стизале су ретко, што је додатно утицало на морал. Дошен је тражио од Суслова убрзање испорука, али проблем је остао нерешен до 1948, када је Перовић поновио захтев. Сукоб између Југославије и СССР-а 1948. довео је до прекида сарадње. Амбасадор Владимир Поповић известио је да слушаоци у априлу 1948. нису знали за сукоб, посебно они у унутрашњости СССР-а.
Резолуција Информбироа изазвала је шок, а Совјети су искористили изолацију за пропаганду, укључујући забрану Радио Београда и гашење струје током емисија. Совјети су користили осам метода да наведу Југословене да подрже Резолуцију: 1) потпуну изолацију и ускраћивање информација о стању у Југославији и ставовима руководства; 2) пропаганду; 3) искоришћавање дезоријентисаности због недостатка вести; 4) обећања чинова и положаја; 5) подмићивање; 6) застрашивање; 7) психолошки притисак; 8) ауторитет војне организације. Влада ФНРЈ позвала је слушаоце на повратак 6. јула 1948, сматрајући даље школовање немогућим.
Према совјетским изворима, у другом полугођу 1947. године, само југословенских војних курсиста на школовању у СССР-у било је 1.923. Према подацима из југословенске историографије, у време објављивања Резолуције Информбироа 1948. године, у Совјетском Савезу налазило се око 6.000 војних лица из Југославије на школовању, укључујући 17 генерала. Овај импресиван број указује на значајно присуство југословенских војника у совјетским војним установама, што потврђује интензивну сарадњу две земље у претходном периоду. Ти кадрови били су распоређени на 13 војних академија, 37 војних училишта, као и на бројне средње и ниже војне школе широм СССР-а, што додатно илуструје обим и разноврсност њихове обуке у то време.
Према Персоналној управи МНО ФНРЈ, у СССР-у је било 1.424 слушаоца, од којих се 1.082 вратило, а 342 остало. УДБ је забележила 407 који су остали, укључујући децу из Суворовских школа. Совјетски извори наводе 268 официра који су наставили школовање и придружили се совјетској армији. Повратници су у Југославији били под сумњом, често хапшени или лишени положаја. Владо Орешки је истакао да су након 1948. сматрани потенцијалним совјетским агентима, под надзором до нормализације односа, а делимично и деценијама касније.
Највећи део југословенских војних слушалаца вратио се у земљу током јула 1948. године. Међутим, треба напоменути да се у време избијања сукоба знатан број њих већ налазио у Југославији, углавном на годишњем одмору, што указује да је операција повлачења кадрова Југословенске армије (ЈА) са школовања у СССР-у била углавном завршена до тог тренутка. У шифрованој депеши II управи Генералштаба ЈА (бр. 93) од 7. августа 1948, генерал Јовићевић је известио да више нема контакта са „војним курсистима“, јер их „више нема на улицама као до пре неколико дана“, а многи су били на „логоровању“. Сличне информације потврђује и извештај југословенске амбасаде у Москви за период од 10. августа до 20. септембра 1948, упућен Министарству иностраних послова у Београду, у коме се наводи да нема контакта са војним слушаоцима у Москви, за које се чуло да се „одмарају на Криму“, нити са онима из других градова.
Упркос повлачењу већине кадрова, у СССР-у је остало 564 југословенска војна лица, укључујући 187 официра, 149 подофицира, 165 војних питомаца и 63 „суворовца“. Ови појединци постали су кључни део југословенске информбировске емиграције, која се у наредним годинама, суочена са тешким условима емигрантског живота, у потпуности ставила у службу Јосифа Стаљина и Совјетског Савеза, делујући против Титовог режима у Југославији. Овај значајан број југословенских војника који су остали у СССР-у сведочи о дубоким поделама изазваним сукобом са Информбироом, али и о снажном утицају совјетске стране на део југословенских кадрова.

## Школовање старешина ЈНА на Западу (1952–1958)
Након прекида односа са СССР-ом и источноевропским земљама и успостављања сарадње са западним државама, Југословенска народна армија (ЈНА) добила је могућност да своје старешине усавршава на Западу. Ова иницијатива први пут је поменута током преговора између представника Југославије и САД у Вашингтону, одржаних од маја до јуна 1951. године, чији је циљ био успостављање војне сарадње и почетак испоруке војне помоћи Југославији.
Прихватање војне помоћи од Запада захтевало је додатну обуку старешинског кадра ЈНА за руковање новом опремом. Амерички генерал Клајд Еделман предложио је током преговора да се југословенски официри и подофицири школују у САД и западноевропским земљама, уз постепени приступ: „Моје виђење је да почнемо са малим групама и повећавамо број полазника и обим програма, тако да, када опрема стигне, ЈНА има довољно обученог особља за њено коришћење.“ Овај предлог формализован је у Меморандуму о споразуму, потписаном крајем преговора, чији је члан 5 предвидео обуку „одговарајућег кадра официра, подофицира и техничара“ у америчким школама или америчкој окупационој зони у Немачкој, уз детаље који ће се утврдити на техничкој конференцији.
Разговори су настављени током посете генерала Лејтона Колинса Југославији. Југословенски генерали Мило Килибарда и Милош Шумоња затражили су обуку у три области: основну војну обуку, напредне курсеве за истраживање и развој, те увид у америчке методе школовања и производње. Колинс је, међутим, одбио шири приступ због безбедносних разлога, ограничавајући обуку на коришћење опреме из програма помоћи. Такође, док су Југословени желели школовање у САД, Колинс је економске разлоге навео као основу за предлог да се обука одвија у европским центрима.
Обука старешина ЈНА по програму војне помоћи организована је према годишњим плановима које је састављала ЈНА. Први полазници упућени су 1952. године у САД, Немачку, Велику Британију, Француску и Холандију, а последњи су се вратили 1958. Током школовања, југословенски слушаоци били су добро третирани и редовно су примали финансијску подршку. Ипак, извештаји дипломата указивали су на проблеме: у САД су полазници били изложени понудама за останак, укључујући посао и држављанство. Такође, одобравани су углавном нижи курсеви за руковање опремом, док су напредни тактички и технички курсеви, посебно за АБХ службу, одбијани.
Подаци о броју школованих варирају. Према Контраобавештајној служби (КОС), од 1951. до 1954. обучено је 665 старешина, са нагласком да је преко 40% било из Југословенског ратног ваздухопловства (ЈРВ). Амерички извори, које наводи Иван Лаковић, говоре о 762 полазника од 1952. до 1958. Одељење за пријем војне помоћи Државног секретаријата народне одбране (ДСНО) ФНРЈ бележи 702 припадника у истом периоду.
Према подацима ДСНО, највише старешина (582, или 82,9%) отишло је на школовање до краја 1955, са врхунцем 1953. (180, или 25,6%). ЈРВ је предњачио са 409 полазника (58,3%), док су интендантска и саобраћајна служба имале по 7 (0,99%).
| Број старешина ЈНА на школовању по програму војне помоћи (1952–1958) | Број старешина ЈНА на школовању по програму војне помоћи (1952–1958) | Број старешина ЈНА на школовању по програму војне помоћи (1952–1958) | Број старешина ЈНА на школовању по програму војне помоћи (1952–1958) | Број старешина ЈНА на школовању по програму војне помоћи (1952–1958) | Број старешина ЈНА на школовању по програму војне помоћи (1952–1958) | Број старешина ЈНА на школовању по програму војне помоћи (1952–1958) | Број старешина ЈНА на школовању по програму војне помоћи (1952–1958) | Број старешина ЈНА на школовању по програму војне помоћи (1952–1958) |
| Вид – Род/Служба                                                     | 1952                                                                 | 1953                                                                 | 1954                                                                 | 1955                                                                 | 1956                                                                 | 1957                                                                 | 1958                                                                 | Укупно                                                               |
| -------------------------------------------------------------------- | -------------------------------------------------------------------- | -------------------------------------------------------------------- | -------------------------------------------------------------------- | -------------------------------------------------------------------- | -------------------------------------------------------------------- | -------------------------------------------------------------------- | -------------------------------------------------------------------- | -------------------------------------------------------------------- |
| Копнена војска                                                       | 46                                                                   | 66                                                                   | 48                                                                   | 52                                                                   | 23                                                                   | 22                                                                   | 4                                                                    | 261                                                                  |
| Пешадија                                                             | –                                                                    | 2                                                                    | 3                                                                    | 3                                                                    | 4                                                                    | 2                                                                    | 2                                                                    | 16                                                                   |
| Артиљерија                                                           | 15                                                                   | 19                                                                   | –                                                                    | 2                                                                    | –                                                                    | –                                                                    | –                                                                    | 36                                                                   |
| Инжињерија                                                           | 10                                                                   | 21                                                                   | 12                                                                   | 8                                                                    | 2                                                                    | 4                                                                    | –                                                                    | 57                                                                   |
| Тенковске јединице                                                   | 4                                                                    | –                                                                    | 6                                                                    | 6                                                                    | 4                                                                    | –                                                                    | –                                                                    | 20                                                                   |
| Веза                                                                 | 10                                                                   | 11                                                                   | 10                                                                   | 4                                                                    | 6                                                                    | –                                                                    | –                                                                    | 41                                                                   |
| Санитетска служба                                                    | 1                                                                    | 3                                                                    | 4                                                                    | 4                                                                    | 1                                                                    | 1                                                                    | –                                                                    | 14                                                                   |
| Интендантска служба                                                  | –                                                                    | –                                                                    | –                                                                    | –                                                                    | –                                                                    | 7                                                                    | –                                                                    | 7                                                                    |
| Саобраћајна служба                                                   | –                                                                    | –                                                                    | –                                                                    | 2                                                                    | 2                                                                    | 1                                                                    | 2                                                                    | 7                                                                    |
| Техничка служба                                                      | 6                                                                    | 10                                                                   | 13                                                                   | 23                                                                   | 4                                                                    | 7                                                                    | –                                                                    | 63                                                                   |
| Ратно ваздухопловство                                                | 111                                                                  | 101                                                                  | 60                                                                   | 73                                                                   | 17                                                                   | 32                                                                   | 15                                                                   | 409                                                                  |
| Ратна морнарица                                                      | 5                                                                    | 13                                                                   | 5                                                                    | 2                                                                    | 1                                                                    | 6                                                                    | –                                                                    | 32                                                                   |
| УКУПНО                                                               | 162                                                                  | 180                                                                  | 113                                                                  | 127                                                                  | 41                                                                   | 60                                                                   | 19                                                                   | 702                                                                  |

Четворица подофицира из ваздухопловства нису се вратила у Југославију, укључујући Живојина Митића, Павла Павловића и Ристу Ђорђића, који су одбили повратак у априлу 1953. О томе је генерал Лекић известио Београд, упозоравајући на америчке покушаје врбовања. Амбасада ФНРЈ у Америци тражила је бољу припрему полазника, посебно подофицира, али захтев за повратак тројице одбеглих вероватно није испуњен.
Старешине школоване на Западу често нису биле распоређене у складу са стеченим знањем. Извештај ДСНО наводи да су многи, након обуке за одређену специјалност, добијали дужности за које нису били квалификовани. Овај проблем додатно је отежан почетком 1960-их, када је Југославија обновила војнотехничку сарадњу са СССР-ом, преусмеривши набавку опреме на Исток, чиме је западна обука изгубила део релевантности.

## Развој кадрова оклопно-механизованих јединица
Развој кадрова у оклопно-механизованим јединицама Југословенске народне армије прошао је кроз неколико различитих периода, на које су утицале војно-политичке прилике, промене у систему школовања и методама обуке, као и увођење нове опреме.
Прву тенковску бригаду (тбр) основали су Британци у јулу 1944. године. Она је била темељ оклопног рода у првим послератним годинама, захваљујући искусним кадровима који су поседовали значајно борбено и техничко знање, неопходно за стварање нових јединица и управљање великим количинама заплењене опреме од пораженог непријатеља.
Са друге стране, Совјети су од јесени 1944. омогућили југословенским партизанима да део својих бораца обучавају у њиховим школама.{sfn|Бабић|1968|p=} Из те групе настала је 2. тенковска бригада. У марту 1945, неколико припадника ЈА упућено је у СССР на обуку у тенковским центрима. Након рата, стотине припадника овог рода прошло је различите нивое школовања у СССР-у, све до лета 1948, односно до резолуције Информбироа.
Осим бораца 1. и 2. тенковске бригаде, остало људство Прве тенковске армије, формиране одмах после завршетка Другог светског рата, било је мобилисано у партизанску војску крајем 1944. и у првој половини 1945. године. Не узимајући у обзир идеолошку страну, ово људство без дуже обуке није могло да преузме обавезе у технички развијеним тенковским јединицама. С друге стране, ТА је располагала „сасвим незнатним бројем официра који је прошао кроз извесну школу за руковођење тенковским и моторизованим јединицама, а исто тако је и мали број који имају ратно искуство са овим родом војске”. Руководство ТА се залагало за организовану кампању ради ступања у овај род војске. „У нашој армији не треба старих људи. Потребно је учинити нешто слично као када се изабира за авијацију”.
Сазнање да постоји стручна заосталост официра и војника пратило је уверење да ће се то отклонити систематским радом који је већ био у току. У настави није било литературе на српскохрватском језику, па је проблем решаван превођењем или писањем инструкција у току саме обуке. Занимљива је, али и невероватна чињеница да, с обзиром на њен значај, од свих југословенских армија једино у ТА није било совјетских инструктора. Њен командант генерал Петар Драпшин је инсистирао да се у што краћем року Commonscat|Petar Drapšin инсистирао да се у што краћем року упути довољан број ових инструктора ради израде планова наставе и извођења обуке.
Извештаји Одељења за заштиту народа (ОЗН-е) о стању у Тенковској армији у лето 1945, нису били оптимистичнији. Оцењено је да је војничко и политичко стање у армији „доста слабо”, да је официрски кадар из „тенковске бригаде из Италије”, да има доста кадра из бивше НДХ, као и да је способност војника „врло слаба”, Албанци су проблем. Неупућени су, не знају српскохрватски језик. Било је много Истрана који никад нису били војници, а недостајали су и шофери.
У 1. тенковској бригади већ је постојала школа за обуку возача тенкова и камиона која је наставила рад током целе 1946. године. Ауто-школа је кроз практични и теоретски течај обучила више стотина лица за возачке дужности. Радио-телеграфска школа је примала по 60 војника „који имају жељу и способности да прате наставу” и обучавала их за везисте у роду. „Недостатак правила и прописа у велико се и сада осјећа и кочи правилно унапређење наставе”.
Малобројан подофицирски кадар није био адекватно искоришћен, јер није било тачне формације, а део се налазио на дужностима где су тренутно били незаменљиви (код 1. тбр). Генералштаб је, 4. септембра, наредио да се образују подофицирски курсеви у оквиру тенковске армије, по већини тенковских грана те јединице: „за командире, радисте, возаче и артилерце тенка”. У Крању је организован курс у 1. тенковској дивизији (тд) за припаднике I, III тбр и Механизоване арт. бригаде. У 2. тд организован је курс у Сенти, код V тбр, за II, IV и V тбр. Подофицирски курс за мотострељачке јединице обе тенковске дивизије и десантне бригаде свих тбр организован је у Шкофјој Локи, аутомобилски подофицирски курс (Панчево), радио-телеграфски, стрељачки курс подофицира и други курсеви организовани су током јесени.
Према сећању пуковника Манојла Бабића, наредба за формирање Тенковске официрске школе издата је почетком априла 1945, са идејом да рад отпочне после рата. У складу са наредбом Министарства народне одбране (МНО) из средине јула 1945, наређено је стварање Тенковске официрске школе (ТОШ) и Тенковског војног училишта (ТВУ). Официрска школа је требало да врши преквалификацију и дошколовавање кадра у трајању од шест месеци, а училиште са двогодишњим програмом да образује нове официре за тенковски род по совјетском моделу школовања.
Доласком 2. тенковске бригаде у Југославију, марта 1945, у Београду су из њеног састава остале једна тенковска чета и техничка радионица. Од тог техничког језгра, октобра 1945, оформљено је Тенковско војно училиште, које ће у наредним деценијама бити основна армијска установа за школовање и усавршавање старешина оклопног рода. На дан 25. новембра 1945 на Бањици је постројена прва класа Тенковског војног училишта. Наставна база је била импровизована од средстава којима се располагало, а формирана је и Школска тенковска чета за обуку на бањичком пољу. Део наставника попуњен је официрима Краљеве војске који су се вратили из заробљеништва, док су руководећи кадрови у ТОШ-у били некадашњи партизани, па је у почетку било трзавица међу њима. Састав ове две школе био је различит: у училишту су били младићи тек стасали за војску, без искуства, а у ТОШ-у ратни ветерани, сви чланови партије, махом слабог или никаквог образовања, ненавикли на компромисе и нова учења. Иако се налазила на ободу града, Бањица није пружала много услова за вежбе, па се после неколико мањих инцидената појавила идеја да се училиште и школа преселе на погодније место. У истом периоду почело је и редовно школовање резервних официра за потребе Оклопно механизованих јединица.
Од Тенковског војног училишта и Тенковске официрске школе, почетком 1946, створена је наставно-школска установа Тенковска официрска школа и училиште ЈА, која се, 20. септембра 1946, преселила у Белу Цркву. У новембру је у новим објектима започето школовање 2. класе ТВУ и 2. класе ТОШ-а. Прва класа Школе резервних официра почела је са радом 1. маја 1947, а школовање је трајало девет месеци.
У овом периоду старешине тенковско-техничке службе школоване су у Тенковском војном училишту (96 питомаца у класама 1945–1950), Тенковској официрској школи (184, 1946–1952), Школи за резервне официре (ШРО, 395, 1947–1952) и на Курсу за активне тенковске подофицире (34 у 2. класи курса 1952–1953). Наставни планови и програми предвиђали су да тенковски старешина буде оспособљен да открије лакше кварове и замењује делове и мање склопове на борбеној техници, док су технички официри оспособљавани за дужности у тенковско-техничкој служби, од тенковске чете и самоходне батерије до бригаде.
Потребно је напоменути да су се у овом периоду у југословенским војним училиштима школовали за тенкисте и Албанци. У Тенковском војном училишту биле су две групе од по 30 полазника које су се школовале у II и III класи. Такође, једна класа бугарских резервних официра школована је за тенкисте у саставу прве класе ШРО. Бугари су послали слушаоце са завршеном средњом школом, који су имали више знања од већине југословенских питомаца у II класи ТВУ.
Политички раскид са Совјетским Савезом, 1948. године, догодио се усред планиране формацијске реорганизације, као и пројектованог развоја Југословенске армије на основу совјетске технике. То је донело низ проблема Титовој армији, која је скоро у целости била технички зависна од совјетских испорука, пре свега због малих капацитета и неразвијености домаће војне индустрије. На најтежу пробу били су стављени ударни ешелони ЈА: оклопне јединице, артиљерија и ваздухопловство.
Војне школе и друге неборбене јединице и установе постепено су предислоциране из североисточних крајева (Војводине) у дубоку позадину. Такав случај је био и са Тенковским војним училиштем, које је у Белој Цркви имало тенкодром, уз саму границу са Румунијом, док се парк борбених и неборбених возила  Наставног батаљона ТШЦ налазио око 500 метара од границе са Румунијом. Прозори на касарнама Теновско школског центра били су сувише близу границе, тако да су током сукоба успешно гађани од стране румунских граничара. Такође, покушај бекства у Румунију генерала Арсе Јовановића, начелника ВВА и бившег начелника Генералштаба, и његово убиство на румунској граници, непосредно су били повезани са његовим доласком у Тенковско школски центар и тражење команданта школе Дукљана Вукотића који је управо тих дана био ухваћен на граници, приликом покушаја бекства у Албанију. Управо су ови догађаји и укупне околности након Резолуције Информбироа били разлог за хитни поступак предислокације ТШЦ у Бања Луку. Током септембра 1948, у осам војних возова, у Бања Луку су превезени сва техника, инвентар из кабинета и учионица и управних зграда, средства из складишта, људство ТШЦ и чланови њихових породица. Тенковски школски центар је предислоциран у две старе касарне и три коњушнице у Бањалучком пољу.  До средине 1948. године Делиблатска пешчара је претворена у полигон за тактичке вежбе и бојна гађања. Страни слушаоци, Албанци и Бугари, одмах су напустили ТШЦ, а само неколицина комуниста у њему изјаснила се за Резолуцију Информбироа.
У даљем току изолације Југославије уочен је проблем обучености старешинског кадра рода, па је од 1951 почео са радом систем апликационих школа за додатну обуку старешина рода на командирским дужностима. Да би се решио проблем подофицирског – командирског кадра, 1952. је донета одлука да се у Школу за активне тенковске подофицире примају младићи са завршена три разреда средње школе и тако подигне њихов образовни ниво. После реорганизације, 1951. године створен је Школски центар тенковских јединица „Петар Драпшин” (од октобра 1953, назив „тенковских” измењен је у „оклопних”), познат под скраћеницом ШЦОЈ, односно касније, увођењем механизованих јединица – ШЦОМЈ.
Године 1950. постојале су укупно 43 разне школе у Југословенској армији: 21 официрска, 16 за активне официре поје. Посљедња партија војника свих специјалности завршила је обуку јуна 1959. године, након чега су у Наставни центар долазили искључиво војници које је требало обучити за возаче.
После почетних недоумица и колебања у вези са позадином и исходом сукоба Југославије и земаља народне демократије предвођених СССР-ом, на Западу је на прелазу 1950/1951. године преовладало мишљење о корисности пружања војне помоћи Југославији, као о чину од директне важности за војностратешку ситуацију у хладноратовском односу снага. Техника добијена у оквиру програма америчке војне помоћи уведена је и у састав Тенковског школског центра. Примљено је: 10 тенкова М4А3 „шерман”, седам оклопних аутомобила М8, три извиђачка аутомобила М3А1 и један тенк М-47 „патон”.
Раст рода, захваљујући испорукама кроз програм војне помоћи, подразумевао је повећане потребе у старешинском кадру у основним јединицама. Пошто је било неисплативо школовати велики број официра за дужности командира тенка, одлучено је да се на ту дужност уведу активни подофицири. Априла 1952. донета је одлука да се од јесени те године школују нови подофицирски кадрови, што је била пракса у оклопним јединицама Северноатлантског пакта (НАТО). Ради унапређења оспособљености и вођења кадрова на основу критеријума, од 1953. уведени су испити за чин мајора и потпуковника. Мајорски испит је био посебно обавезан за полагање пуковничког испита, па су га морали полагати сви капетани прве класе и мајори који су се затекли у том чину.
Најкрупније промене у развоју оклопних јединица у овом раздобљу одвијале су се у домену обуке. Те квалитативне промене захтевале су стварање нове наставне и материјалне базе и друга организацијска решења. Простор кретања оклопних јединица приликом вежби ван гарнизона се постепено сужавао, јер су борбена и друга возила наносила штету путевима и пољопривредним културама. Излаз је нађен у стварању вежбалишта или стрелишта у гарнизонима. Започет је откуп земљишта за уређење сталних полигона оклопних јединица по армијским областима, посебно за ШЦОЈ, где је то било нужно за извођење обуке и наставе. После више дилема, донета је одлука да се на простору Мањаче уреди полигон за оклопне јединице за потребе ШЦОЈ-а.
Друга промена односила се на стварање кабинета за обуку ван ШЦОЈ-а. До тада се сматрало да су борбена возила најадекватнија за обуку и да су најбоља наставна средства. Увидело се, међутим, да је то најскупље решење, јер се на тај начин велики број возила налазио у експлоатацији.
У овом периоду војни рок је трајао две године. Војници су у оквиру батаљона били груписани на младе из прве године и старе из друге године војног рока, па је на тај начин организована и обука, што је оцењено неадекватним, јер све јединице нису имале одговарајућу базу за обуку. Стога је већ 1955. године, у Залужанима код Бања Луке, формиран Регрутни тенковски пук где је централизована основна обука за војнике тенкисте у трајању од шест месеци. Већ следеће године, овај пук је постао наставни центар за род Оклопне јединице ЈНА.
Укидање рочних подофицира и увођење сложених средстава, као што је био амерички тенк М-47, отворили су питање избора адекватно образованих војника за род. Критеријуми које је израдила Управа ОЈ Државног секретаријата за народну одбрану (ДСНО)]] прослеђени су надлежним органима који су вршили избор регрута. Иако је на тај начин проблем превазиђен, било је потребно изградити инфраструктуру за обуку у јединицама (за индивидуалну и посадну обуку, минијатурна стрелишта, љуљајуће платформе). Ови објекти почели су да се граде и уређују по узору на америчке, који нису испоручени због југословенског напуштања програма војне помоћи, али су касније уведена и многа оригинална решења.
У овом периоду започето је редовно специјалистичко школовање питомаца Војне академије (ВА) за оклопни род. У ШЦОЈ-у су побољшани услови обуке, као и за смештај и исхрану питомаца и других полазника. Формирана је Школа усавршавања са вишим и нижим течајем у трајању од девет месеци. На нижем курсу школовани су официри за командира тенковске чете, а на вишем за дужности команданта батаљона. То је уједно био највиши ниво који је ШЦОЈ могао да школује, јер су за више дужности припадници рода ишли на школовање у Вишу војну академију, али су ту обучавани као и остали полазници. У периоду од 1955. до 1958. године направљена је трогодишња генерацијска пауза у основном школовању официра ради нормализовања структуре кадра, прираштаја и напредовања у служби.
Следећа већа реорганизација ЈНА, а у оквиру ње и рода оклопних јединица, уследила је 1956. године. У склопу реорганизације формирани су наставни центри (нц) за обуку војника, па тако и војника-тенкиста. За потребе обуке у оклопном роду формиран је, 1956. године, 973. наставни центар оклопних јединица у Бања Луци. Војници у самоходној артиљерији обучавали су се у 959. (самоходном) артиљеријском наставном центру формираном у Сремској Митровици, који је припадао роду артиљерије. Током 1958. године ШЦОЈ и 973. НЦОЈ преформирани су у Школско-наставни центар оклопних јединица ШНЦОЈ, с тим да је наставни центар остао унутар формације ШНЦОЈ-а.
У оклопним јединицама смањен је активан старешински кадар за 20%, с тим што је било око 220 формацијских места (односно 234 официра је пензионисано). И поред смањења кадра, род је имао 98% активних официра и 50% подофицира. Смањивањем и укидањем неких јединица род се приближио доњој граници односа између кадровског и резервног састава. Упоредо са овим променама, тежило се да у ратној попуни буду расположиве три посаде на један тенк: једна активна и две из резерве. У 1958. години просек је био 2,6 посада, али је остао проблем њиховог прихвата и профила допунских јединица: колико је у оквиру њих било могуће и потребно да се занове људски губици у случају рата. Ратна попуњеност старешинама износила је 50%, али 2/3 укупног броја резервних старешина из рода није имало ратни распоред.
Анализа нераспоређених тенковских посада у резервном саставу показивала је да је (већ тада!) постојала разлика у попуњености унутар дужности у тенку. Највише је било послужилаца и митраљезаца (2,7–2,8 по тенку), затим нишанџија (1,5), а најмање оних који су били најпотребнији – возача тенкова (1,1).
Увођење обуке за регруте у наставним центрима од 1956. године донело је нова искуства роду. Организационе промене у војсци имале су и добре стране, али и недостатке. После завршене обуке четири партије војника 1956–1957. године, у извештају 973. НЦ наведена су одређена искуства. Квалитет регрута рода оцењен је добрим. Међу регрутима је било 65% занатлија и других „градских” занимања, а 35% сељака. Према данашњим стандардима, у току обуке отпадао је мали број: за наведени период од 2.879 војника свега 19, али се то тада сматрало за „већи број”. У начину обуке код 973. НЦ регистровани су следећи проблеми: недовољно познавање војника који су кратко остајали у центру, тешко подешавање темпа обуке по групама, недостатак старих војника за делове наставе, мали број наставника у односу на велике војничке групе (у чети је понекад било до 300 војника на обуци, а свега десетак старешина). Како техничка снабдевеност чета није задовољавала, 1958. године додељено је још десет тенкова америчких М-4 из резерве 329. оклопне бригаде ради побољшавања материјалне базе. Шеста партија регрута радила је по новом плану обуке, а 1. септембра 1957. донета је нова формација наставног центра.
Подмлађивање кадра постало је актуелније 1958. године, јер је међу командирима тенкова и водова било 68% учесника рата, што је значило да су у старосној доби од 30 до 40 година. Кадар командира чета био је 100% из рата и исте старости. То је био индиректан показатељ да је већина тих командира била на дужностима преко седам година, већ престарела за дужности у водовима и четама. Долазило је до аномалија: поједини капетани су били командири чета, а капетани I класе командири водова или чак тенкова. Будући да је релативно мали број официра рода ОЈ добио прилику да упише Вишу војну академију, 60% команданата оклопних бригада није било адекватно школовано. Из Војне академије раније су стигла само 24 официра, а од 1955. род оклопних јединица није попуњаван младим официрима.
Врх тенковског рода је упозоравао да место, улога и значај рода нису адекватно заступљени у наставним програмима војних школа. Значајни проблеми били су и неуједначени критеријуми у оцењивању обуке, недефинисање места за армијске полигоне за обуку оклопних јединица итд. Проблеми обуке били су последица неиздиференциране концепције употребе и начина дејстава ОЈ у будућем рату, као и несавремености наставе. Недостатак јасније оријентације у погледу главних врста дејстава оклопних јединица у будућем рату условио је преопширност наставних планова и програма.
После отказивања програма војне помоћи САД Југославији, крајем 1957. године, постепеног али свеобухватног помирења са СССР-ом и дипломатског окретања ка Африци и Азији, дошло је до заокрета у промишљању одбрамбене политике Југославије. У то време почело се сматрати да је невезаност за било који од два европска војна блока позитиван исход политичке и дипломатске борбе Југославије после 1945, али и позитиван модел понашања на међународној сцени. С тим у вези, започето је окретање ономе што се сматрало позитивним искуствима партизанске борбе у Другом светском рату. Ради даљег усавршавања одбране Југославије, 1958. године израђена је нова концепција одбране, познатија под називом Стратегија општенародног рата. Током 1959. године, на основу ове концепције, започета је велика реорганизација ЈНА, познатија под називом "Дрвар".
Проблем који се јавио после ступања на снагу нове организације, односно формирања или премештања многих јединица, био је недостатак људства. Ради попуне активиран је велики проценат борбених возила, који је раније био у конзервацији. Будући да ове јединице нису постојале или су имале смањен број људи, искрсао је проблем дефицита људства за попуну. Због тога је уведена ванредна партија од 2.000 регрута, која се обучавала у јединицама како би оне што пре заживеле и постигле пуну бојеву готовост.
Реализацијом плана "Дрвар" коренито је измењен начин извођења војничке обуке. Систем да се регрути свих специјалности рода позивају у Наставни центар ОЈ (НЦОЈ) и да у њему заврше шестомесечну обуку, а затим да се упућују у трупне јединице показао се мањкавим, јер је база за обуку била недовољна, па се обука војника морала наставити у јединицама. Последња партија војника свих специјалности завршила је обуку у јуну 1959, а затим су у НЦОЈ стизали само војници које је требало обучити за возаче. Одлучено је да се обука за све дужности рода, осим за возачке, поново врши у јединицама.
Нови планови обуке за војнике прилагођени су идеји вођења савремене будуће Општенародне одбране базиране на југословенским условима и материјалним могућностима и ступили су на снагу 1. јуна 1959. године.

## Кадровска политика у Југословенској армији
У Југословенској армији (ЈА), појам „кадрови“ имао је посебан значај, чије се значење развијало у складу са историјским процесима формирања стајаћих војски. На почетку 18. века, када су у Европи започели процеси стварања сталних војних снага, „кадрови“ су означавали групу старешина – официра и подофицира – неопходних за оснивање и управљање војним јединицама. Током 19. века, с напретком стајаћих војски, овај израз све више се односио на мирнодопски део оружаних снага, односно на оне који су чинили њихову сталну основу. У контексту Југословенске армије, посебно у периоду после Другог светског рата, „кадрови“ су обухватали војностручно образоване појединце у сталном саставу – официре, подофицире, војне службенике и цивилна лица на служби. Осим тога, термин је укључивао и трупне старешине током одслужења војног рока, резервне официре и подофицире, као и руководиоце у оквиру одбрамбених структура, попут оних задужених за предвојничку обуку и цивилну заштиту. У ЈА, „кадар“ је такође представљао мирнодопско језгро ратне војске, укључујући војнике на редовном војном року, што је утицало на настанак термина попут „кадровски рок“ или „кадровац“ за војника.
Кадровска политика у Југословенској армији имала је за циљ стално обнављање људских ресурса. Овај задатак зависио је од низа чинилаца: структуре и величине војних јединица, стопе годишњег одлива старешина из службе, броја питомаца који напуштају војно школовање, просечног трајања службе старешина, као и дугорочних планова за развој оружаних снага. На ове планове утицали су степен ангажованости војске и процена ратних опасности, што је било посебно важно у социјалистичком контексту Југославије, где је ЈА играла кључну улогу у одбрани земље.
У Југословенској армији (ЈА) кадар није био јединствен. Већ током Другог светског рата постојала је подела на војни и војно-политички кадар. Такође, од 1. маја 1943. уведена је разлика између официра и подофицира, уз градацију према чиновима у обе категорије. После рата уведена је нова категорија активних војних лица под називом „војни чиновници“, која је касније промењена у „војни службеници“. Оваква подела делимично је измењена Законом о служби у Југословенској армији из јула 1946. године, који је према чиновима и ранговима разликовао официре, подофицире и војне чиновнике, а према дужностима – командни и војно-управни састав. Овим законом уведена је и додатна категорија – „грађанске особе на служби у Југословенској армији“. Осим тога, закон је препознавао резервни старешински кадар, који је пре свега био намењен за попуну ратних јединица и установа ЈА.

## Кадрови у ЈА
Кадрови револуције
Након завршетка Другог светског рата, оружане снаге Југославије организоване су тако да су њима директно управљали највиши државни, а самим тим и партијски органи. Власт је желела да Југословенска армија (ЈА) задржи карактер stečen у Народноослободилачкој борби (НОБ), али и да остане способна да штити тековине револуције и спроводи политику КПЈ и у мирнодопским условима. Стога су државни и војни лидери одлучили да се из кадра формираног током рата створи професионална војска. Како је то објаснио генерал Иван Гошњак, циљ је био да „одани радници и сељаци постану официри, да се ствар постави на класној основи, те да Армију воде поуздани људи, а не непоуздани елементи“.
Питање изградње и обучавања старешинског кадра, способног да води и развија нову армију, постављено је као кључно након рата. Пре него што се томе посветимо, треба размотрити какав је био људски потенцијал с којим је Југославија располагала и какве кадрове је створила револуција. У условима НОР-а и револуције није било могуће успоставити централизовану кадровску политику нити спровести јединствен план за обуку и стручно усавршавање старешина, који су основа сваке војске, било у рату или миру. Током рата није било услова за оснивање дугорочних војних школа или академија из којих би НОВЈ добијала командни кадар. Старешине у НОР-у настајале су из редова бораца, обучавајући се кроз искуство стечено у борбама. Користили су знање појединаца који су учествовали у Шпанском грађанском рату у интернационалним бригадама, као и искуство официра бивше Југословенске војске који су се придружили партизанима. Основна теоријска знања стицана су на кратким курсевима и „официрским школама“ организованим током четири године рата. Главни критеријуми за избор кадрова у НОР-у били су потпуна оданост Партији и покрету, храброст, одлучност, херојство у борби и показана иницијатива.
После рата, у Југословенској армији било је око 85.000 официра или „руководилаца“ на официрским дужностима. Од тога, око „десетак хиљада“ чинили су официри бивше Југословенске војске и, с гледишта партизанског покрета, припадници непријатељских формација (немачке, италијанске, бугарске и албанске војске, усташа, домобрана, четника, Српске државне страже, Српског добровољачког корпуса итд.). Након премештаја око 8.000 војних и политичких руководилаца у друге секторе државне управе, демобилизације и пребацивања у резерву око 17.000 официра током реорганизације у лето 1945, као и уклањања око 1.500 официра из непријатељских формација, до краја 1945. у ЈА је остало мање од 60.000 официра. Миле Бјелајац, позивајући се на Историјат персоналне службе за 1945, наводи да је крајем те године у ЈА било 56.391 официра и политичких руководилаца са чином или официрским рангом, док Драго Николић, ослањајући се на списак задужења бр. 28/А из Архиве Политичке управе ССНО-а, тврди да је у октобру 1945. било 54.992 руководиоца официрског ранга. Тачна евиденција успостављена је тек средином 1946, увођењем Картона персоналних података и упутстава за вођење статистике о старешинама и надлежностима персоналних органа у ЈА, па прецизан број није могуće утврдити.

### Образовна структура
Средином 1945. у ЈА је 83,38% старешина било без средњег образовања. Према доступним подацима, крајем 1945. од 51.640 официра њих 2.505 (4,85%) није имало никакво школовање. Највише их је, 30.960 (59,95%), завршило само четири разреда основне школе. Нижу гимназију (данашње разреде од петог до осмог) завршило је 8.347 официра (16,16%), док је вишу гимназију имало 6.228 (12,06%). Факултет је завршило само 2.094 официра, односно 4,05%. Слична образовна структура била је и међу слушаоцима војних школа, којих је крајем 1945. било 6.162. Од њих, 229 (3,72%) није имало никакво образовање, 3.530 (57,29%) завршило је основну школу, 1.401 (22,74%) нижу гимназију, а 857 (13,91%) вишу. Факултет је имало само 9 слушалаца (0,15%). Детаљнија анализа показује да је од 64 команданта дивизија 10 (15,62%) имало само четири разреда основне школе, а факултетску диплому тек 9 (14,06%). Од 160 команданата бригада, 6 је било без икаквог образовања, а 95 их је завршило само четири разреда, што значи да је 63,12% бригадира имало минимално или никакво формално образовање.
| Официрски кадар ЈА крајем 1945. године према општем образовању | Официрски кадар ЈА крајем 1945. године према општем образовању | Официрски кадар ЈА крајем 1945. године према општем образовању | Официрски кадар ЈА крајем 1945. године према општем образовању | Официрски кадар ЈА крајем 1945. године према општем образовању | Официрски кадар ЈА крајем 1945. године према општем образовању | Официрски кадар ЈА крајем 1945. године према општем образовању |
| Формацијска дужност                                            | Бројно стање официра                                           | Без школе                                                      | Основна школа                                                  | До 4 разреда гимназије                                         | До 8 разреда гимназије                                         | Факултет                                                       |
| -------------------------------------------------------------- | -------------------------------------------------------------- | -------------------------------------------------------------- | -------------------------------------------------------------- | -------------------------------------------------------------- | -------------------------------------------------------------- | -------------------------------------------------------------- |
| Комесари дивизија                                              | 72                                                             | -                                                              | 18                                                             | 14                                                             | 24                                                             | 16                                                             |
| Комесари бригада                                               | 265                                                            | 1                                                              | 107                                                            | 67                                                             | 70                                                             | 20                                                             |
| Комесари дивизиона и батаљона                                  | 991                                                            | 19                                                             | 606                                                            | 211                                                            | 137                                                            | 18                                                             |
| Комесари чета                                                  | 4.287                                                          | 119                                                            | 3.042                                                          | 744                                                            | 369                                                            | 13                                                             |
| Комесари батерија                                              | 664                                                            | 17                                                             | 388                                                            | 231                                                            | 23                                                             | 5                                                              |
| Политичка одељења армије                                       | 159                                                            | -                                                              | 39                                                             | 50                                                             | 72                                                             | 28                                                             |
| Политички одсек дивизије                                       | 304                                                            | 2                                                              | 84                                                             | 70                                                             | 109                                                            | 39                                                             |
| Политички одсек бригаде                                        | 1.045                                                          | 8                                                              | 381                                                            | 240                                                            | 284                                                            | 32                                                             |
| Персонално повереништво у батаљону                             | 895                                                            | 10                                                             | 481                                                            | 255                                                            | 141                                                            | 8                                                              |
| Команданти дивизија                                            | 64                                                             | -                                                              | 10                                                             | 10                                                             | 35                                                             | 9                                                              |
| Начелници штаба у дивизијама                                   | 60                                                             | -                                                              | 4                                                              | 10                                                             | 39                                                             | 7                                                              |
| Команданти бригада                                             | 160                                                            | 6                                                              | 95                                                             | 30                                                             | 26                                                             | 3                                                              |
| Команданти арт. Бригада                                        | 45                                                             | -                                                              | 8                                                              | 9                                                              | 23                                                             | 5                                                              |
| Начелници штабова бригада                                      | 150                                                            | 6                                                              | 52                                                             | 35                                                             | 44                                                             | 8                                                              |
| Начелници штабова арт. бригада                                 | 47                                                             | -                                                              | 9                                                              | 6                                                              | 25                                                             | 7                                                              |
| Команданти батаљона                                            | 739                                                            | 61                                                             | 501                                                            | 93                                                             | 62                                                             | 22                                                             |
| Команданти дивизиона                                           | 189                                                            | 11                                                             | 68                                                             | 55                                                             | 33                                                             | 22                                                             |
| Командири чета                                                 | 4.119                                                          | 353                                                            | 3.106                                                          | 528                                                            | 99                                                             | 33                                                             |
| Командири батерија                                             | 656                                                            | 46                                                             | 438                                                            | 101                                                            | 56                                                             | 15                                                             |
| Официри у рангу команданта дивизије                            | 36                                                             | -                                                              | 1                                                              | 10                                                             | 12                                                             | 13                                                             |
| Официри у рангу начелника штаба дивизије                       | 93                                                             | -                                                              | 13                                                             | 26                                                             | 34                                                             | 24                                                             |
| Официри у рангу команданта бригаде                             | 393                                                            | 3                                                              | 96                                                             | 101                                                            | 118                                                            | 75                                                             |
| Официри у рангу начелника штаба бригаде                        | 741                                                            | 5                                                              | 126                                                            | 206                                                            | 272                                                            | 132                                                            |
| Официри у рангу команданта батаљона                            | 2.400                                                          | 50                                                             | 872                                                            | 526                                                            | 612                                                            | 340                                                            |
| Официри у рангу командира чете                                 | 5.407                                                          | 184                                                            | 3.039                                                          | 1.230                                                          | 870                                                            | 366                                                            |
| Официри у рангу водних официра                                 | 23.548                                                         | 1.505                                                          | 15.865                                                         | 3.848                                                          | 1.920                                                          | 410                                                            |
| Ађутанти батаљона и официри у њиховом рангу                    | 4.111                                                          | 99                                                             | 1.883                                                          | 915                                                            | 823                                                            | 391                                                            |
| УКУПНО                                                         | 51.640                                                         | 2.505                                                          | 30.960                                                         | 8.347                                                          | 6.228                                                          | 2.094                                                          |

Ниво општег образовања официрског кадра Југословенске армије (ЈА) био је прилично низак. Од укупно 51.640 официра, само 651 (1,26%) завршило је Војну академију. Поред тога, 4.323 официра (8,37%) прошло је официрски курс, док је 4.799 (9,29%) завршило подофицирски курс током рата. То значи да огромна већина, 41.867 официра (81,08%), није имала никакво формално војно образовање. Важно је напоменути да су официри са неким видом војне обуке чешће били распоређени у Београдском гарнизону, али због недостатка података они нису укључени у ову анализу. Ипак, скоро половина команданата дивизија (30 од 64) и трећина начелника штабова дивизија (19 од 60) нису имали војну обуку. Ситуација је била још лошија међу официрима у истим ранговима који нису били на командним местима – од 36 официра у рангу команданта дивизије, чак 23 (63,89%) није имало војно образовање. Стручна војна спрема опадала је са нижим чиновима, па су официри са најнижим звањима процентуално имали најслабију обуку. Ово је најјасније приказано у следећој табели.
| Официрски кадар ЈА крајем 1945. године према војном образовању | Официрски кадар ЈА крајем 1945. године према војном образовању | Официрски кадар ЈА крајем 1945. године према војном образовању | Официрски кадар ЈА крајем 1945. године према војном образовању | Официрски кадар ЈА крајем 1945. године према војном образовању | Официрски кадар ЈА крајем 1945. године према војном образовању |
| Формацијска дужност                                            | Бројно стање официра                                           | Официрски курс                                                 | Подофицирски курс                                              | Војна Академија                                                | Без војне школе                                                |
| -------------------------------------------------------------- | -------------------------------------------------------------- | -------------------------------------------------------------- | -------------------------------------------------------------- | -------------------------------------------------------------- | -------------------------------------------------------------- |
| Комесари дивизија                                              | 72                                                             | -                                                              | -                                                              | -                                                              | 72                                                             |
| Комесари бригада                                               | 265                                                            | 10                                                             | 2                                                              | -                                                              | 253                                                            |
| Комесари дивизиона и батаљона                                  | 991                                                            | 26                                                             | 14                                                             | -                                                              | 961                                                            |
| Комесари чета                                                  | 4.287                                                          | 53                                                             | 76                                                             | -                                                              | 4.158                                                          |
| Комесари батерија                                              | 664                                                            | 8                                                              | 20                                                             | -                                                              | 636                                                            |
| Политичка одељења армије                                       | 159                                                            | 2                                                              | -                                                              | -                                                              | 157                                                            |
| Политички одсек дивизије                                       | 304                                                            | 3                                                              | 2                                                              | -                                                              | 299                                                            |
| Политички одсек бригаде                                        | 1.045                                                          | 5                                                              | 11                                                             | 1                                                              | 1.028                                                          |
| Персонално повереништво у батаљону                             | 895                                                            | 18                                                             | 12                                                             | -                                                              | 865                                                            |
| Команданти дивизија                                            | 64                                                             | 16                                                             | 2                                                              | 16                                                             | 30                                                             |
| Начелници штаба у дивизијама                                   | 60                                                             | 23                                                             | -                                                              | 18                                                             | 19                                                             |
| Команданти бригада                                             | 160                                                            | 90                                                             | 4                                                              | 10                                                             | 56                                                             |
| Команданти арт. Бригада                                        | 45                                                             | 20                                                             | -                                                              | 11                                                             | 14                                                             |
| Начелници штабова бригада                                      | 150                                                            | 61                                                             | 7                                                              | 13                                                             | 69                                                             |
| Начелници штабова арт. Бригада                                 | 47                                                             | 11                                                             | 2                                                              | 17                                                             | 17                                                             |
| Команданти батаљона                                            | 739                                                            | 262                                                            | 58                                                             | 11                                                             | 408                                                            |
| Команданти дивизиона                                           | 189                                                            | 108                                                            | 43                                                             | 17                                                             | 21                                                             |
| Командири чета                                                 | 4.119                                                          | 988                                                            | 611                                                            | 13                                                             | 2.507                                                          |
| Командири батерија                                             | 656                                                            | 147                                                            | 90                                                             | 4                                                              | 415                                                            |
| Официри у рангу команданта дивизије                            | 36                                                             | 1                                                              | -                                                              | 12                                                             | 23                                                             |
| Официри у рангу начелника штаба дивизије                       | 93                                                             | 7                                                              | -                                                              | 31                                                             | 55                                                             |
| Официри у рангу команданта бригаде                             | 393                                                            | 52                                                             | 19                                                             | 54                                                             | 268                                                            |
| Официри у рангу начелника штаба бригаде                        | 741                                                            | 102                                                            | 22                                                             | 64                                                             | 553                                                            |
| Официри у рангу команданта батаљона                            | 2.400                                                          | 245                                                            | 90                                                             | 112                                                            | 1.953                                                          |
| Официри у рангу командира чете                                 | 5.407                                                          | 382                                                            | 292                                                            | 89                                                             | 4.644                                                          |
| Официри у рангу водних официра                                 | 23.548                                                         | 1.200                                                          | 3.112                                                          | 70                                                             | 19.166                                                         |
| Ађутанти батаљона и официри у њиховом рангу                    | 4.111                                                          | 183                                                            | 310                                                            | 71                                                             | 3.547                                                          |
| УКУПНО                                                         | 51.640                                                         | 4.323                                                          | 4.799                                                          | 651                                                            | 41.867                                                         |

## Национална и социјална структура
Југословенска армија (ЈА) представљала је једну од кључних институција у друштву Југославије. Због њене важности и улоге коју је имала, увек се настојало да старешински састав одражава сразмерну заступљеност свих „народа и народности“, како се то тада називало. Међутим, на почетку мирнодопског периода ситуација у ЈА није била потпуно у складу с тим циљем. Према подацима које наводи Милија Станишић у својој књизи, крајем 1945. међу старешинама ЈА било је 50,97% Срба (док су Срби чинили 42,27% становништва Југославије), 22,72% Хрвата (29,69%), 9,71% Словенаца (8,58%), 3,58% Македонаца (5,01%), 9,20% Црногораца (2,00%), 1,88% Муслимана (11,45%) и 1,94% осталих (1,00%). Архивски подаци који се односе на 51.640 официра показују сличну слику: Срба је било 24.964 (48,43%), Хрвата 11.738 (22,73%), Словенаца 4.235 (8,20%), Црногораца 4.821 (9,37%), Македонаца 3.020 (5,85%), Муслимана 1.454 (2,82%) и осталих 810 (1,57%).
| Официрски кадар ЈА крајем 1945. године према националности | Официрски кадар ЈА крајем 1945. године према националности | Официрски кадар ЈА крајем 1945. године према националности | Официрски кадар ЈА крајем 1945. године према националности | Официрски кадар ЈА крајем 1945. године према националности | Официрски кадар ЈА крајем 1945. године према националности | Официрски кадар ЈА крајем 1945. године према националности | Официрски кадар ЈА крајем 1945. године према националности | Официрски кадар ЈА крајем 1945. године према националности |
| Формацијска дужност                                        | Бројно стање официра                                       | Срби                                                       | Хрвати                                                     | Словенци                                                   | Црногорци                                                  | Македонци                                                  | Муслимани                                                  | Остали                                                     |
| ---------------------------------------------------------- | ---------------------------------------------------------- | ---------------------------------------------------------- | ---------------------------------------------------------- | ---------------------------------------------------------- | ---------------------------------------------------------- | ---------------------------------------------------------- | ---------------------------------------------------------- | ---------------------------------------------------------- |
| Комесари дивизија                                          | 72                                                         | 21                                                         | 22                                                         | 3                                                          | 20                                                         | 2                                                          | 3                                                          | 1                                                          |
| Комесари бригада                                           | 265                                                        | 131                                                        | 21                                                         | 16                                                         | 71                                                         | 4                                                          | 7                                                          | 5                                                          |
| Комесари дивизиона и батаљона                              | 991                                                        | 476                                                        | 207                                                        | 88                                                         | 150                                                        | 52                                                         | 13                                                         | 5                                                          |
| Комесари чета                                              | 4.287                                                      | 2.104                                                      | 897                                                        | 222                                                        | 478                                                        | 324                                                        | 158                                                        | 54                                                         |
| Комесари батерија                                          | 664                                                        | 318                                                        | 177                                                        | 11                                                         | 94                                                         | 47                                                         | 14                                                         | 3                                                          |
| Политичка одељења армије                                   | 159                                                        | 58                                                         | 53                                                         | 8                                                          | 27                                                         | 3                                                          | 5                                                          | 5                                                          |
| Политички одсек дивизије                                   | 304                                                        | 117                                                        | 76                                                         | 26                                                         | 62                                                         | 12                                                         | 8                                                          | 5                                                          |
| Политички одсек бригаде                                    | 1.045                                                      | 533                                                        | 164                                                        | 87                                                         | 128                                                        | 62                                                         | 38                                                         | 13                                                         |
| Персонално повереништво у батаљону                         | 895                                                        | 457                                                        | 187                                                        | 57                                                         | 106                                                        | 50                                                         | 33                                                         | 5                                                          |
| Команданти дивизија                                        | 64                                                         | 24                                                         | 18                                                         | 10                                                         | 10                                                         | 1                                                          | 1                                                          | -                                                          |
| Начелници штаба у дивизијама                               | 60                                                         | 26                                                         | 14                                                         | 4                                                          | 10                                                         | 2                                                          | 4                                                          | -                                                          |
| Команданти бригада                                         | 160                                                        | 94                                                         | 17                                                         | 12                                                         | 26                                                         | 8                                                          | 3                                                          | -                                                          |
| Команданти арт. Бригада                                    | 45                                                         | 17                                                         | 11                                                         | 6                                                          | 8                                                          | 1                                                          | 2                                                          | -                                                          |
| Начелници штабова бригада                                  | 150                                                        | 79                                                         | 26                                                         | 11                                                         | 20                                                         | 8                                                          | 5                                                          | 1                                                          |
| Начелници штабова арт. бригада                             | 47                                                         | 21                                                         | 10                                                         | 4                                                          | 7                                                          | 3                                                          | -                                                          | 2                                                          |
| Команданти батаљона                                        | 739                                                        | 435                                                        | 109                                                        | 48                                                         | 89                                                         | 41                                                         | 10                                                         | 7                                                          |
| Команданти дивизиона                                       | 189                                                        | 81                                                         | 34                                                         | 17                                                         | 54                                                         | 18                                                         | 12                                                         | 1                                                          |
| Командири чета                                             | 4.119                                                      | 2.056                                                      | 744                                                        | 247                                                        | 496                                                        | 372                                                        | 160                                                        | 44                                                         |
| Командири батерија                                         | 656                                                        | 316                                                        | 170                                                        | 48                                                         | 75                                                         | 41                                                         | 11                                                         | 3                                                          |
| Официри у рангу команданта дивизије                        | 36                                                         | 16                                                         | 6                                                          | 7                                                          | 7                                                          | -                                                          | -                                                          | -                                                          |
| Официри у рангу начелника штаба дивизије                   | 93                                                         | 36                                                         | 20                                                         | 27                                                         | 8                                                          | 1                                                          | -                                                          | 1                                                          |
| Официри у рангу команданта бригаде                         | 393                                                        | 140                                                        | 119                                                        | 53                                                         | 51                                                         | 24                                                         | 6                                                          | 8                                                          |
| Официри у рангу начелника штаба бригаде                    | 741                                                        | 343                                                        | 192                                                        | 41                                                         | 85                                                         | 40                                                         | 16                                                         | 24                                                         |
| Официри у рангу команданта батаљона                        | 2.400                                                      | 1.068                                                      | 622                                                        | 268                                                        | 238                                                        | 94                                                         | 60                                                         | 50                                                         |
| Официри у рангу командира чете                             | 5.407                                                      | 2.167                                                      | 1.554                                                      | 596                                                        | 506                                                        | 271                                                        | 165                                                        | 148                                                        |
| Официри у рангу водних официра                             | 23.548                                                     | 11.792                                                     | 5.363                                                      | 1.950                                                      | 1.832                                                      | 1.517                                                      | 717                                                        | 379                                                        |
| Ађутанти батаљона и официри у њиховом рангу                | 4.111                                                      | 1.932                                                      | 947                                                        | 448                                                        | 384                                                        | 216                                                        | 103                                                        | 81                                                         |
| УКУПНО                                                     | 51.640                                                     | 24.964                                                     | 11.738                                                     | 4.235                                                      | 4.821                                                      | 3.020                                                      | 1.454                                                      | 810                                                        |

Када упоредимо ове податке са националном структуром старешина и бораца ЈА крајем 1945, уочљива је одређена неуравнотеженост. Укупно је у јединицама ЈА било 51,5% Срба, 19,7% Хрвата, 7,32% Словенаца, 8,37% Македонаца, 3,39% Црногораца, 8,25% Муслимана и 5,34% осталих.
Разматрајући „кадрове револуције“, Гојко Миљанић је приметио да су пред крај рата међу борцима и старешинама Југословенске армије (ЈА) сељаци чинили 42%, радници 30%, интелектуалци 20%, док је осталих било 8%, не укључујући официре бивше Југословенске војске. С друге стране, Милија Станишић је истакао да је крајем 1945. око 60% руководећег кадра ЈА потицало из редова сељака и радника. Наши доступни подаци углавном потврђују ове тврдње. Од укупно 51.640 официра, радници су чинили 12.077 (23,39%), сељаци 21.631 (41,89%), интелектуалци 9.121 (17,66%), занатлије 4.003 (7,75%), официри Југословенске војске 1.814 (3,51%), официри из квислиншких формација 539 (1,04%), чиновници из квислиншких формација 636 (1,23%), а остали 1.819 (3,53%).
| Процентуално учешће југословенских народа у укупном броју становника, укупном броју припадника ЈА и официрском саставу ЈА | Процентуално учешће југословенских народа у укупном броју становника, укупном броју припадника ЈА и официрском саставу ЈА | Процентуално учешће југословенских народа у укупном броју становника, укупном броју припадника ЈА и официрском саставу ЈА | Процентуално учешће југословенских народа у укупном броју становника, укупном броју припадника ЈА и официрском саставу ЈА |
| Категорија | Укупан број становника (%)                                                                                                | Укупан број у ЈА (%) | Број официра ЈА (%) |
| --- | --- | --- | --- |
| Срби | 42,27 | 51,5 | 48,43 |
| Хрвати | 29,69 | 19,7 | 22,73 |
| Словенци | 8,58 | 7,32 | 8,20 |
| Македонци | 5,01 | 8,37 | 5,85 |
| Црногорци | 2,00 | 3,39 | 9,37 |
| Муслимани | 11,45 | 8,25 | 2,82 |
| Остали | 1,00 | 5,34 | 1,57 |

### Ратни стаж и стаж у КПЈ
Ниво искуства и стажа стеченог у јединицама НОВЈ и ЈА током рата разликовао се међу официрима. Према подацима из Историјата персоналне службе за 1945. годину, крајем те године у активној служби налазило се 56.391 официра. Од тог броја, у партизански покрет 1941. године укључило се 7.625 (13,52%), 1942. – 8.161 (14,47%), 1943. – 16.674 (29,57%), 1944. – 21.534 (38,19%), а 1945. – 2.397 (4,25%) официра. Исти извор показује да је у исто време у ЈА било 101.792 подофицира, од којих је 1941. приступило 2.405 (2,36%), 1942. – 7.157 (7,03%), 1943. – 18.178 (17,86%), 1944. – 62.940 (61,83%), а 1945. – 11.112 (10,92%) подофицира. Такође, крајем 1945. међу припадницима ЈА без чина налазило се 32.642 учесника НОР-а који су се придружили између 1941. и 1943. године (1941. – 1.327, 1942. – 6.239, 1943. – 25.076). Ова група представљала је значајну резерву из које су у наредним годинама регрутовани нови официри и подофицири. Ови подаци намећу питање колико је овај кадар заиста поседовао обимно ратно искуство, што је често наглашавано у јавним наступима југословенских званичника након рата.
С обзиром на кључну улогу КПЈ у формирању и развоју ЈА, као и на снажан политички ангажман унутар војске, посебно међу старешинама, очекивало се да значајан део официра буде члан Партије. Од укупно 140.000 чланова КПЈ на крају рата, око 80.000 налазило се у Армији. Драго Николић наводи да је 89,8% официра било чланова Партије, 1,3% кандидата за чланство, а 1,2% чланова СКОЈ-а. Међутим, доступни подаци за 51.640 официра указују на нешто другачију слику: чланова КПЈ било је 42.307 (81,93%), док оних без чланства у Партији – 9.333 (18,07%).

### Полна и старосна структура
Током НОР-а, поред мушкараца, значајан број жена активно је учествовао у партизанском покрету. У редовима НОВЈ и ПОЈ током рата служило је око 100.000 жена. Живот је изгубило приближно 25.000 (четвртина), док је око 40.000 рањено. Уз то, 93 жене одликоване су Орденом народног хероја, а преко 2.000 добило је официрске чинове. Након демобилизације спроведене у другој половини 1945, у ЈА остало је 10.230 жена, од којих су 1.468 биле официри, а 2.770 подофицири. Ако узмемо да је укупан број официра према Историјату персоналне службе за 1945. износио 56.391, жене су чиниле само 2,60% официрског састава. У наредним годинама њихов број је додатно смањен, па је 1952. било 555 жена официра, што је око 1,17% укупног броја. Масовно учешће омладине у НОР-у довело је до тога да војни и војно-политички руководиоци у ЈА буду изузетно млади. После рата, Југословенска армија била је међу најмлађим војскама на свету по старосној структури. О младости ЈА можда најбоље говори податак да је просечна старост генерала 1945. износила 38,5 година. Генерали на челу Прве, Друге, Треће и Четврте армије били су још млађи: Петар Драпшин имао је 31 годину, Пеко Дапчевић 32 године, Коста Нађ 34 година, а Коча Поповић 37 година. Нажалост, у првим послератним годинама подаци о старосној структури нису систематски бележени, па је немогуће у потпуности је реконструисати.

### Учешће официра из непријатељских формација у ЈА
Као што је већ поменуто, након завршетка Другог светског рата, међу официрима ЈА нашло се и оних који су током сукоба служили у формацијама непријатељским партизанском покрету (немачка, италијанска, бугарска и албанска војска, усташе, домобранство, Југословенска војска у отаџбини, Српска државна стража, Српски добровољачки корпус и сл.). Од 51.640 официра који су остали у ЈА до краја 1945, према доступним подацима, 6.374 (12,34%) долазило је из таквих јединица. Они су били присутни и међу командантима: 5 (7,81%) међу командантима дивизија, 7 (4,38%) међу командантима бригада, те 7 (14,49%) међу командантима артиљеријских бригада. Занимљиво је да су се налазили и међу војно-политичким руководиоцима, упркос идеолошким разликама између њихових ранијих формација и комунистичке идеологије. Ипак, њихов број у тим улогама био је ограничен. Међу комесарима дивизија их није било, али су тројица (1,13%) обављала дужност комесара бригаде, а 42 (4,23%) комесара дивизиона и батаљона. Присутни су били и у политичким одељењима: 2 (1,33%) у армијама и 14 (4,61%) у дивизијама.

## Служење војног рока у Југославији
Законски оквир
Обавеза служења војног рока у Југославији регулисана је правним актима, почевши од Устава ФНРЈ из јануара 1946. године. Члан 34 Устава проглашавао је одбрану отаџбине „највишом дужношћу и чашћу сваког грађанина“, уз општу војну обавезу и осуду издаје као најтежег преступа према народу. Ове одредбе детаљно је разрадио Закон о војној обавези држављана ФНРЈ, усвојен 1. априла 1946. године. Први члан закона готово је дословно преузео уставну формулацију, истичући одбрану земље као кључну дужност грађана, док је додао да су сви способни мушкарци подложни војној служби. Члан 4 предвиђао је могућност позивања жена у ванредним стањима (приправност, мобилизација, рат) за рад у техничким и стручним службама или на одбрамбеним пројектима.
Војна обавеза односила се на војнике и подофицире од 20. до 55. године, подељена на активну службу у оперативним јединицама (20–40 година) и резерву (40–55 година). У ванредним ситуацијама, стручњаци старији од 55 или млади од 17 до 20 година могли су бити мобилисани.
Војни рок за пешадију трајао је две године, са изузецима: три године у ваздухопловству и тенковским јединицама, те четири године у морнарици (осим обалске артиљерије). Измене из децембра 1946. продужиле су службу на три године за гардијске, моторизоване јединице и Корпус народне одбране (КНОЈ). Касније, за хранитеље породица и факултетски образоване, рок је остао две године. Године 1952, Савезна народна скупштина усвојила је Закон о народној одбрани, којим је трајање службе стандардизовано на две године (осим морнарице – три године), уз скраћење на 18 месеци за средњошколце и 12 месеци за високо образоване, укључујући оне са завршеном школом за резервне официре и положеним испитом за резервног потпоручника.
Регрути су позивани у години када напуне 21 годину, али је добровољно ступање у војску било могуће од 17. године. Од службе су били изузети неспособни, као и привремено неспособни који до 27. године не стекну способност. Осуђени на затвор или принудни рад нису могли служити током казне, док су они са лакшим казнама (нпр. губитак политичких права) упућивани у дисциплинске јединице током редовне службе или вежби, а у ратним условима на посебне одбрамбене радове.
Обука војника била је под надзором Генералштаба ЈА. У марту 1945. основано је Наставно одељење у оквиру III управе Генералштаба, задужено за борбену обуку и васпитање војника, јединица и старешина. У марту 1947. оно је прерасло у самосталну Наставну управу за борбену обуку и војно школство. Истовремено, у видовима ЈА формирана су наставно-оперативна одељења, а у тактичким јединицама оперативно-наставни одсеци, чиме су постављени темељи за ефикасно планирање и извођење обуке.

### Почетак обуке војника у јединицама ЈА
Завршетак ратних операција и размештај јединица Југословенске армије (ЈА) на одређена подручја створили су повољне услове за увођење политичке и војне обуке, као и за унапређење дисциплине у војним формацијама и јединицама, што је истакнуто у наређењу министра одбране ДФЈ. У овом документу, министар народне одбране Јосип Броз Тито наложио је да се у свим формацијама и јединицама ЈА спроведе шестомесечни програм обуке, који је обухватао обуку појединачних бораца па све до здружених тактичких вежби на нивоу дивизија и армија. Обука је требало да се заснива на савременим борбеним искуствима ЈА, савезничких армија, а посебно Црвене армије. Основни циљ био је оспособљавање свих родова војске и врста оружја за међусобну сарадњу на бојишту. Штабови јединица имали су задатак да осмисле и изведу тактичке вежбе на терену, обезбеђујући да пешадијске јединице, почев од чете па навише, добију средства појачања и да у вежбама учествују сви родови војске и врсте оружја.
Датум почетка редовних активности у оквиру обуке одређен је за 15. јун 1945. Планирано је да се дневно на обуку троши осам часова, суботом пет, док се недељом обука не изводи. Команданти армија имали су овлашћење да прилагоде дневни распоред локалним условима, уз услов да се часови одржавају у најповољнијим периодима дана, односно ујутру и предвече. Од предвиђених осам часова, два су била резервисана за политичку наставу, док 20 минута јутарње гимнастике и 30 минута вечерњег егзерцира нису били укључени у ово време. Због краћих дана и тешких смештајних и материјалних услова, у септембру 1945. Генералштаб ЈА је изменио распоред, одредивши да дневна обука траје шест часова – четири за војничку и два за политичку наставу, уз задржавање свакодневне јутарње гимнастике (20 минута) и вечерњег егзерцира (30 минута).
Пре почетка систематске обуке, Наставно одељење Генералштаба издало је упутства за њену организацију и методологију. Настава је требало да се спроводи према плановима и програмима које су саставили Генералштаб, команде родова војске и одељења Министарства народне одбране. Да би обука била што успешнија, јединице је требало брзо попунити до пуног формацијског састава, а најспособнији, најхрабрији, најпроницљивији и најиздржљивији борци одабрани су за јединице аутоматичара, извиђаче, противавионске, митраљеске и јединице за везу. Јединачну обуку водили су подофицири, који су дан раније, под надзором командира, увежбавали програм који ће спроводити са војницима. Посебно је наглашено да старешине морају посветити велику пажњу јединачној обуци, јер је она представљала основу за брзо постизање борбене спремности одељења, а потом и виших јединица, уз стриктну забрану да неподготовљени старешине воде обуку.
На основу ових смерница, издата су детаљна упутства за организацију и методско извођење обуке у различитим родовима и службама војске. На пример, у пешадији је обука била подељена на три наставна периода ради постепеног напредовања: четна школа трајала је 17 недеља, док су батаљонска и бригадна школа трајале по 3 недеље. Четна школа била је темељ обуке у пешадији, са циљем да припреми војнике, као појединце и као део чете, за све задатке у миру и борбене изазове у рату; почевши од јединачне обуке, настављала се кроз одељенску и водну, а завршавала четном обуком.{{напомена| Јединачна обука у четним школама у пешадији трајала је три недеље. За стрељачке и извиђачке чете, као и чете аутоматичара и противоклопних пушака План извођења наставе предвиђао је осам предмета: Политичку наставу, Борбену обуку са утврђивањем и везом, Пешадијска егзерцирна правила, Наоружање, настава гађања и гађање, Стражарска служба, Унутрашњи ред и служба у јединици и гарнизону, Уредба о
судовима и дисциплинска одговорност и Хигијена. Укупно 117 часова, тј. по 39 часова недељно. Војници митраљеских и минобацачких чета су осим напред побројаних предмета имали обуку из још два предмета: Митраљеска односно минобацачка егзерцирна правила и Митраљеска односно минобацачка борбена правила. Упркос томе, предвиђено време за обуку се није повећало и такође је износило 117 часова. ВА, ЈНА, к. 279, ф. 2, док. 1, Акт Наставног одељења Генералштаба ЈА, пов. бр. 240, од 5. јуна 1945. године} Батаљонске и бригадне школе биле су усмерене на систематску обуку старешинског кадра у командовању јединицама и управљању борбом уз придодата појачања. Војници су у овим фазама требали да се навикну на рад и живот у већим јединицама, да поднесу веће физичке напоре, да учествују у обимнијим вежбама и да остваре ближу практичну сарадњу са осталим родовима и службама војске.
Циљ целокупног система обуке био је да војник научи да у борби на најбољи начин рукује оружјем или борбеном техником, да прецизно гађа, да користи средства за уништавање непријатељских оклопних возила и одбијање ваздушних напада. Такође, требало је да се обучи за брзу процену терена и оријентацију на њему, за ефикасно кретање, вешто пузење, укопавање и маскирање, као и за стално осматрање дејстава непријатеља, суседних јединица и сигнала старешине. На крају, војник је морао да научи да остане присебан у сложеним ситуацијама савремене борбе, да буде проницљив и изузетно храбар, да не одустаје пред тешкоћама, већ да их храбро превазилази и савладава све препреке везане за извршење борбеног задатка.
Након месец и по дана од почетка обуке, извршена је анализа која је открила одређене недостатке. Посебно је истакнуто да руководиоци нису озбиљно приступали припреми за наставу, односно да се планови за обуку нису редовно састављали, па самим тим ни циљеви обуке нису били јасно дефинисани. Старешине нису довољно упућивале потчињене у методе обуке и правилан рад, што је резултирало недовољно квалитетном јединачном обуком. Обука из гађања није била у потпуности спроведена, а официри нису посвећивали довољно пажње овој области. Такође, уочено је да је брига о оружју била недовољна, са случајевима где се оружје није чистило, наводно због недостатка времена. Егзерцирна обука није се примењивала у неким контролисаним јединицама. На крају је наглашено да команданти и штабови проводе мало времена у потчињеним јединицама и нису довољно упознати са током обуке, те да надређене старешине не постављају потчињенима довољно конкретне захтеве у вези са организацијом обуке. У извештају о стању у ЈА и раду Политичке управе крајем 1945. истакнути су додатни општи проблеми у вези са обуком, али је наглашено да Наставно одељење Генералштаба није водило рачуна о томе да је подофицирски кадар, задужен за јединачну обуку, малобројан и недовољан, као и да официрски кадар није био довољно стручно оспособљен за извођење наставе. Сматрало се да је то један од кључних разлога због којих многи аспекти плана обуке нису у потпуности реализовани. Поред тога, у Политичкој управи ЈА оцењено је да је значајна слабост била и недовољно коришћење присутних инструктора и саветника Црвене армије.
Временом се ситуација делимично поправила. Према документу о резултатима обуке у летњем наставном периоду 1946, јединице Југословенске Армије су углавном испуниле постављене задатке. Војници и старешине неуморно су радили на унапређењу свог војничког знања и борбених вештина. Постигнути су значајни резултати у побољшању организације наставе и метода њеног извођења, унапређењу рада штабова у планирању и контроли наставе и борбене припреме јединица. Успостављени су темељи материјалног обезбеђења, а постигнут је напредак у чувању и одржавању оружја и других борбених средстава. Пешадија је унапредила своје вештине и искуство у тактичким радњама основних видова борбе, посебно у блиској борби, као и у организовању и извођењу маршева. Артиљерци су углавном овладали борбеном техником, а послуге оруђа биле су обучене за рад у саставу одељења и вода. Исто је важило за јединице противавионске артиљерије. Тенкисти су успешно савладали своју обуку, док су везисти стекли вештине за организовање веза у условима блиским борбеним. Инжињеријске јединице научиле су да изводе главне инжињеријске радове у саставу одељења и вода у основним видовима борбе, овладале су техничком употребом мина и експлозива, извођењем запречних радова помоћу мина, разминирањем минских поља, проучиле су лака фортификацијска постројења и обучиле се за коришћење локалних средстава за прелазак водених препрека. Ваздухопловци су остварили значајан успех у обуци летачких екипа и техничког особља, стекли практично искуство у премештању на нове аеродроме и учврстили борбену спремност групе. Јединице Ратне морнарице постигле су добре резултате у обуци флотних јединица, морнаричке пешадије и обалске артиљерије.
Уз напредак и позитивне резултате, уочени су и бројни недостаци у извођењу обуке. Поједине старешине недовољно су се бринуле о потребама потчињених, о борбеној техници и материјалу који им је поверен, као и о смештају, исхрани и снабдевању свих врста. Материјално обезбеђење у делу јединица било је веома слабо. Многе јединице нису имале довољно уређених стрелишта и полигона за вежбе. Вештина командовања борбеним поретком јединица и организовање садејства пешадије са другим родовима и службама била је недовољно разрађена. Штабови, као органи команданата за организацију наставе, још увек нису били оспособљени за решавање наставних проблема и спровођење обуке. Пешадија није савладала вештину гађања, иако је то била једна од кључних области обуке. Истакнут је слаб успех у гађању пушком, пушкомитраљезом и митраљезом, а посебно је наглашено да многе старешине слабо гађају пушком и пиштољем и да не знају да правилно заузму основне ставове за гађање, нишањење и окидање. Посаде тенкова биле су недовољно извежбане у гађању при кратком задржавању, а изразито слабо у гађању у покрету. У ваздухопловству је забележен велики број авионских удеса, чији су главни узроци били: недовољна стручна спрема руководећег особља за организовање летења, слабо устаљена дисциплина летења, недовољно познавање руковања авионима на земљи и у ваздуху од стране летачког и техничког особља у складу са правилима летења, штруманске службе и техничког руковања авионима, те слаба припрема и разрада летачких задатака на земљи пре полетања. Код везиста је примећен велики број кварова на апаратима, док су инжињерци били недовољно обучени за израду комуникација и вештину организовања инжињеријских радова. На крају је посебно наглашен крупан и озбиљан недостатак: при планирању и извођењу тактичке обуке нису коришћена нити примењивана борбена искуства из народно-ослободилачке борбе.

### Демобилизација
У исто време када је започела обука војника у Југословенској армији (ЈА), отпочет је и процес демобилизације бораца одређених старосних група. Први корак у овом процесу био је отпуштање бораца неопходних за функционисање привреде и државне управе, као и ђака и студената који су требали да наставе школовање, а то се догодило одмах након завршетка рата. Први правни акт који је регулисао демобилизацију, Закон о демобилизацији, усвојен је 19. јула 1945. На основу овог закона, током јула и августа 1945. из ЈА је отпуштено око 280.000 бораца.
У октобру 1945. донет је нови закон под називом Закон о потврди, изменама и допунама закона о демобилизацији, који се односио на најмлађа годишта, другу групу старијих годишта, храниоце и све жене у Југословенској армији и морнарици. Овим законом предвиђено је да се од 30. октобра до 15. новембра 1945. из ЈА отпусте сви борци рођени 1928. године и млађи, као и подофицири и официри истог узраста који су били ђаци средњих или сличних школа и желели су да се демобилишу ради наставка школовања. Време проведено у ЈА урачунато им је у обавезни војни рок, уз обавезу да, уколико постоји временска разлика, накнадно одслуже преостали део када њихово годиште буде регрутовано. Поред тога, закон је одредио да се од 15. новембра до 31. децембра 1945. отпусте сви борци и подофицири рођени 1919. године и старији, све жене које нису биле на дужностима официра, подофицира, политичких руководилаца, у санитету или сличним службама и нису желеле да остану у служби, као и официри чије је отпуштање дозвољавала потреба службе. Изузети од демобилизације били су специјалисти (мушкарци и жене) који нису били храниоци, а сматрани су неопходним за службу, борци који су желели да остану у ЈА и за које је процењено да испуњавају услове за ефикасно обављање војних дужности, као и сви припадници јединица Корпуса народне одбране Југославије (КНОЈ).
Наредбом бр. 10, коју је 22. септембра 1946. издао министар народне одбране ФНРЈ Јосип Броз Тито, започела је завршна фаза демобилизације бораца ЈА. Рок за спровођење демобилизације трећег контингента војника био је 31. октобар 1946. Овога пута, критеријум за отпуштање био је дужина службе у ЈА, па су демобилисани они који су најдуже били у саставу армије и одслужили прописани војни рок. Од бораца који су приступили ЈА у другој половини 1944, отпуштени су они рођени 1920, 1921. и 1922. године, док је накнадном наредбом од 20. новембра 1946. наређено и отпуштање бораца рођених 1923. године.
Завршетком процеса демобилизације војника који су се придружили Југословенској армији током рата, створени су услови за пријем нових регрута. Овим је Југословенска армија започела нову, мирнодопску фазу свог развоја, са фокусом на обуку младих војника прилагођену новим околностима.

### Регрутовање
Регрутовање је представљало прву фазу у процесу попуне оружане снаге Федеративне Народне Републике Југославије. У ширем смислу, овај појам обухвата све облике попуне оружаних снага људством, без обзира на метод или категорију особа које се укључују. У ужем смислу, регрутовање се односило на поступак утврђивања који ће грађани постати војни обвезници, што се често дефинисало као „регрутна обавеза“, а не као саставни део саме војне обавезе.
Током регрутовања одређивало се у којим ће родовима или службама регрути служити, као и ко ће бити упућен на обуку за резервне официре или рочне подофицире. Ова одлука се базирала на способностима и интересовањима самих регрута, као и на актуелним потребама оружаних снага. Ипак, током служења војног рока било је могуће изменити првобитне одлуке — укључујући премештаје из једног рода или службе у други, повратак са школовања на дужности обичних војника уколико кандидати нису испуњавали услове. Такође, било је могуће и да се војници из јединица, шаљу у школе за резервне официре и наставне јединице за рочне подофицире, чак и ако то није било предвиђено приликом регрутовања.
Процес регрутовања спроводиле су комисије састављене од представника војних власти и народних одбора. Њих су именовали војни окрузи, по предлогу војних одсека и среских одбора. Регрутовање југословенских држављана у иностранству обављала су званична дипломатска представништва. Против одлука регрутне комисије и војних одсека, регрути су имали право жалбе, али жалбени поступак није одлагао извршење првобитне одлуке.
Регрутовање је могло бити претходно и редовно. Претходно регрутовање се састојало из уписивања регрута у војну евиденцију и оцене њихове физичке способности за службу у
оружаним снагама, као и оријентационог одређивања за родове и службе, односно за кандидате за резервне официре и рочне подофицире. Претходном регрутовању подлегали су
сви грађани мушког пола старости 19 година. Резултати претходног регрутовања нису саопштавани кандидатима. С друге стране, редовно регрутовање се састојало из коначне
оцене физичке способности грађана за војну службу и категорисања за поједине родове и службе у оружаним снагама као и за кандидате за резервне официре и рочне подофицире.
Редовном регрутовању су подлегали сви грађани мушког пола са навршених 20 година старости. На редовном регрутовању регрутима се саопштавао род или служба војске у који
су одређени, рок службе, као и да ли су одређени за кандидате за резервне официре и рочне подофицире.

### Обука нових регрута
У септембру 1946, паралелно са последњом фазом демобилизације ратног кадра, отпочела је регрутација војних обвезника рођених између 1920. и 1927. године који до тада нису одслужили војни рок. Ови млади регрути упућени су крајем новембра 1946. у одређене јединице Југословенске армије (ЈА). Пре поласка у касарне, регрути су се окупљали у регрутним центрима у својим местима, одакле су их организоване групе, уз песме, пароле и заставе, водиле до војних јединица. По доласку у касарну, новопридошле војнике дочекивао је обавезан карантин у трајању од месец дана, организован тако што је део касарне или зграде био физички одвојен или ограђен од осталих простора. Ова санитарна мера уведена је ради спречавања ширења болести и зараза, које су у то време биле честе.
Период обуке ратних бораца из Другог светског рата може се сматрати припремним за обуку нових регрута. О томе је говорио и Јосип Броз Тито у једном од својих обраћања: „До сада сте командовали људима који су прошли кроз тешке борбе, људима високе свести. Сваки од њих је индивидуа, али заједно чине чврсту целину. Ускоро ћете добити нове људе, нови материјал, од кога ћете обликовати борце достојне данашњих. Ваш задатак је да створите војнике достојне наше народне армије и да будете часни представници тако славне војске.“
Да би се отклонили недостаци уочени током обуке ратних бораца, начелник Генералштаба ЈА, генерал Коча Поповић, издао је наредбу о припреми за обуку младих војника. Захтевао је од старешина, укључујући генерале и адмирале, да детаљно проуче прописе, правила, упутства, наоружање и опрему својих јединица, те да их вешто примене у свим аспектима обуке, ослањајући се на искуства из народно-ослободилачке борбе. Такође је наложио да се настави усавршавање штабова, постепено обезбеде материјални услови за обуку (стрелишта, вежбалишта и полигони) и унапреди организација и методологија извођења обуке.
С доласком нових регрута почетком 1947. године, издата је Директива за обуку и васпитање, праћена новим плановима, програмима и упутствима за наставу. Према директиви, циљ мирнодопске обуке био је „обезбеђивање високо оспособљених појединаца свих специјалности и чврстих јединица способних за борбу у свим условима“. Основни захтев био је да војници буду стручно припремљени за вођење рата у различитим околностима. Обука је трајала десет месеци, са дневним распоредом од осам часова у летњем и седам часова у зимском периоду.
Садржај наставних планова био је усклађен са циљевима обуке. На пример, пешадијске јединице имале су следеће области: борбена обука, настава гађања, инжињеријска обука, противхемијска заштита, гарнизонска и унутрашња служба, стројева обука и политичка настава. Борбена обука требало је да оспособи војнике за понашање на бојишту у свим улогама, самостално и у јединицама, док су пешадијске јединице училе да координирано извршавају задатке и сарађују са другим родовима и суседним јединицама. Настава гађања фокусирала се на савладавање личног и колективног наоружања, упознавање са њиховим техничким и борбеним карактеристикама, и постизање врхунских резултата у гађању циљева на земљи и у ваздуху. Инжињеријска обука укључивала је укопавање, маскирање, израду и савладавање препрека, минирање и разминирање, као и друге активности инжињеријског обезбеђења. Противхемијска заштита учила је војнике мерама заштите од хемијских средстава и отклањању њихових последица. Политичка настава имала је за циљ „стварање потпуне личности, способне да се бори за револуционарне циљеве и учествује у изградњи земље и нових друштвених односа“.
Почетком 1948. уведен је нови систем обуке и васпитања. Период обуке продужен је за месец дана и подељен на три фазе: прва (5–7 месеци) обухватала је обуку појединца, одељења, посада, послуга и јединица ранга вода; друга (3 месеца) фокусирала се на јединице ранга чете-батерије, батаљона-дивизиона и сличних; трећа (најмање 1 месец) укључивала је јединице ранга пука-бригаде. Ове промене довеле су до значајних прилагођавања у програмима и организацији обуке. У борбеној обуци копнене војске посебна пажња посвећена је планинским и брдским јединицама те јединицама за борбу против оклопно-механизованих формација. Уведена је обука методом логоровања и покретних логоровања, док су на нивоу дивизија, поред школских и јединачних гађања, постале обавезне тактичке вежбе с бојевим гађањима четом и батаљоном.
Нова реформа система обуке уведена је 1949. године. Укупно трајање остало је исто, али је обука подељена на пет фаза: прва (3 месеца) – јединачна обука; друга (2 месеца) – одељенска обука; трећа (2 месеца) – водна обука; четврта (3 месеца) – четна и батаљонска обука; пета (1 месец) – пуковска обука. Овај систем остао је на снази до 1956. године. У овом периоду нагласак је стављен на обуку појединаца, група ловаца тенкова и тактичких јединица за противтенковску борбу, уз обавезно гађање из ручних бацача за све војнике и старешине. Овај фокус одражавао је страх од напада земаља Информбироа, где се очекивала употреба тенкова и оклопних возила. Тактичке вежбе с бојевим гађањима, започете 1948, постале су стандардни део обуке. У овом периоду одржани су и први послератни маневри, као најсложенији облик обуке. Први маневар изведен је у септембру 1949. у НР Србији (Аранђеловац – Топола – Смедеревска Паланка – Космај), а други у септембру 1953. у НР Хрватској (Копривница – Врбовец – Загреб).
Према речима Јосипа Броза Тита, први маневар одржан је у тешким условима, под политичким и војним притиском на Југославију, али не као одговор на претње, већ као потреба модерне армије да одржи висок ниво спремности. У маневру је учествовало око 20.000 војника и старешина под командом генерала Пека Дапчевића. Основна замисао била је пробој позиционе одбране уз прегруписавање снага и увођење другог ешелона након пробоја.
Извештај о маневру из 1949. наводи да је успешно изведен, упркос ограниченом искуству старешина у организовању великих вежби и неизбежним недостацима. Стрељачке јединице показале су способност за сарадњу са артиљеријом, тенковима, инжињеријом и авијацијом у решавању задатака маршевања, становања, напада и одбране. Борци и старешине испољили су велику вољу, иницијативу и свест. Штабови су углавном извршили своје задатке, а извиђачи су добро применили стечено знање, иако су веће извиђачке јединице имале пропусте у руковођењу. Артиљерија је постигла значајан напредак, али су команде и штабови заостајали. Тенковске јединице показале су високу оспособљеност, уз недостатке у ноћној вожњи и раду штабова бригада. Ваздухопловство је било спремно за дневне борбене летове мањих група у садејству с копненим снагама, али су старешине и техничка служба имале ограничења. Инжињеријске јединице биле су добро обучене, уз мање недостатке у разминирању и водоснабдевању. Везисти су савладали основне радње, али им је недостајала самосталност због обуке у нереалним условима. Хемијске јединице и службе позадине биле су стручно оспособљене, али је тактичка обука позадинских јединица заостајала због искључивања из вежби.
Други маневар, одржан у септембру 1953, надмашио је први по припремама, броју снага (око 50.000 војника и старешина) и концепцији, у време кризе око Слободне територије Трста. Припреме су почеле 1. марта 1953, а наредбу је издао Тито 14. августа 1953. Под командом генерала Косте Нађа, маневар је изведен у две фазе: прва – напад „непријатељских“ снага из правца Копривница – Крижевци – Врбовец и Бјеловар – Загреб са циљем обухвата Загреба, уз маневрисање бранилаца; друга – противнапад бранилаца уз подршку ваздухопловства из рејона Загреба и Мославачке горе, с циљем окруживања и уништења нападача.
Године 1956, инспирисана искуствима армија САД, Грчке, Италије и других, уведена је реорганизација обуке са оснивањем наставних центара и јединица. Очекивања су укључивала бољи квалитет обуке, већу обученост, лакше материјално обезбеђење и максималну борбену готовост јединица. Регрути су уместо у јединице упућивани у наставне центре на 14 до 22 недеље, где су пролазили војностручно, опште и специјалистичко оспособљавање за појединце, одељења, посаде и послуге, а потом прелазили у матичне јединице.
Након прве групе војника, органи Државног секретаријата за народну одбрану (ДСНО) оценили су резултате као задовољавајуће, али су уочени недостаци у стројевим радњама и војничком држању. Недостатак одговарајућег наоружања узроковао је разлике у опреми током обуке и у јединицама. После годину дана и четири групе, примећени су проблеми: слабо упознавање војника у кратком боравку у центрима, тешко усклађивање темпа обуке, недостатак старијих војника за неке делове наставе и мали број инструктора за велике групе. Касније је утврђено да овај систем не одговара организацији ЈНА, негативно утичући на борбену готовост мирнодопских јединица, јер центри нису прерастали у ратне јединице при мобилизацији. Наставни центри укинути су 1959, осим оних за критичне специјалности у Ратној морнарици, Ратном ваздухопловству и ПВО, те за обуку возача оклопних возила, оператора противоклопних ракета и руковаоца инжињеријских машина у копненој војсци. Регрути су поново слати директно у трупне јединице, као пре 1956.